# Liste der Xbox-Spiele

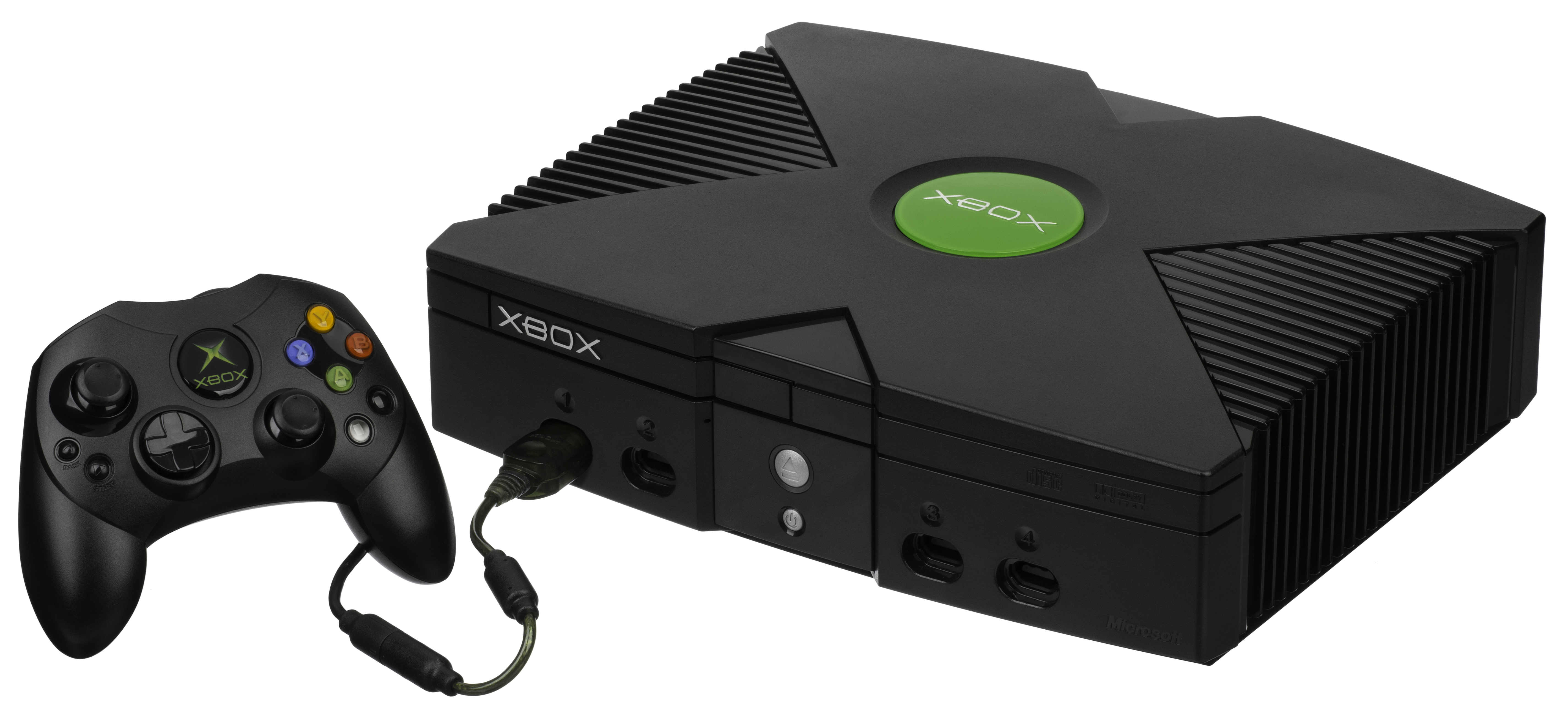
Xbox-Konsole

Die Liste der Xbox-Spiele listet 990 Spiele auf, die für die Xbox erschienen sind. Diese Liste beinhaltet keine Spiele aus Xbox Live Arcade. Es werden nur physische veröffentlichte Titel angezeigt.
Spiele, die kompatibel mit der Xbox 360 sind, benötigen ein Software-Update beim ersten Start.
| Spiel                                                                                      | Entwickler                                         | Publisher                                                | Veröffentlichung      | Veröffentlichung | Veröffentlichung |
| Spiel                                                                                      | Entwickler                                         | Publisher                                                | Europa und Australien | Japan            | Nordamerika      |
| ------------------------------------------------------------------------------------------ | -------------------------------------------------- | -------------------------------------------------------- | --------------------- | ---------------- | ---------------- |
| 187 Ride or Die                                                                            | Ubisoft Paris                                      | Ubisoft                                                  | 26. Aug. 2005         | —                | 23. Aug. 2005    |
| 2002 FIFA World Cup                                                                        | EA Canada, Creations, Intelligent Games            | EA Sports                                                | 26. Apr. 2002         | 2. Mai 2002      | 22. Apr. 2002    |
| 2006 FIFA World Cup                                                                        | EA Canada                                          | EA Sports                                                | 28. Apr. 2006         | —                | 24. Apr. 2006    |
| 25 to Life                                                                                 | Avalanche Software, Ritual Entertainment           | Eidos                                                    | —                     | —                | 17. Jan. 2006    |
| 4x4 Evolution 2                                                                            | Terminal Reality                                   | Gathering of Developers                                  | 14. März 2002         | —                | 15. Nov. 2001    |
| 50 Cent: Bulletproof                                                                       | Genuine Games                                      | Vivendi Universal Games                                  | 25. Nov. 2005         | —                | 17. Nov. 2005    |
| Ab durch die Hecke                                                                         | Edge of Reality                                    | Activision                                               | 23. Juni 2006         | —                | 9. Mai 2006      |
| Advent Rising                                                                              | GlyphX Games                                       | Majesco Entertainment                                    | 30. Juni 2005         | —                | 31. Mai 2005     |
| Æon Flux                                                                                   | Terminal Reality                                   | Majesco Entertainment                                    | 31. März 2006         | —                | 15. Nov. 2005    |
| AFL Live 2003                                                                              | IR Gurus                                           | Acclaim Sports                                           | 1. Nov. 2002          | —                | —                |
| AFL Live 2004                                                                              | IR Gurus                                           | Acclaim Entertainment                                    | 1. Aug. 2003          | —                | —                |
| AFL Live Premiership Edition                                                               | IR Gurus                                           | Acclaim Entertainment                                    | 29. Apr. 2004         | —                | —                |
| AFL Premiership                                                                            | IR Gurus                                           | THQ                                                      | 22. Sep. 2005         | —                | —                |
| Aggressive Inline                                                                          | Z-Axis                                             | AKA Acclaim                                              | 23. Aug. 2002         | —                | 1. Aug. 2002     |
| AirForce Delta Storm Deadly Skies (PAL) Airforce Delta II (JP)                             | Konami Computer Entertainment Studios              | Konami                                                   | 12. Apr. 2002         | 22. Feb. 2002    | 15. Nov. 2001    |
| Alias                                                                                      | Acclaim Studios Cheltenham                         | Acclaim Entertainment                                    | 8. Apr. 2004          | —                | 7. Apr. 2004     |
| Alien Hominid                                                                              | The Behemoth                                       | O~3 Entertainment                                        | 27. Mai 2005          | —                | —                |
| Aliens Versus Predator: Extinction                                                         | Zono                                               | Electronic Arts                                          | 8. Aug. 2003          | —                | 30. Juli 2003    |
| Alfa Romeo Racing Italiano SCAR : Squadra Corse Alfa Romeo (PAL)                           | Milestone S.r.l.                                   | Black Bean Games                                         | 24. Juni 2005         | —                | 24. Juni 2005    |
| All-Star Baseball 2003                                                                     | Acclaim Studios Austin                             | Acclaim Sports                                           | 31. Mai 2002          | 8. Aug. 2002     | 7. März 2002     |
| All-Star Baseball 2004                                                                     | Acclaim Studios Austin                             | Acclaim Sports                                           | —                     | —                | 23. Feb. 2003    |
| All-Star Baseball 2005                                                                     | Acclaim Studios Austin                             | Acclaim Entertainment                                    | —                     | —                | 23. März 2004    |
| Alter Echo                                                                                 | Outrage Entertainment                              | THQ                                                      | 3. Okt. 2003          | —                | 19. Aug. 2003    |
| America’s Army: Rise of a Soldier                                                          | Secret Level                                       | Ubisoft                                                  | 24. Feb. 2006         | —                | 17. Nov. 2005    |
| American Chopper                                                                           | Creat Studios                                      | Activision                                               | 17. März 2006         | —                | 3. Dez. 2004     |
| American Chopper 2: Full Throttle                                                          | Creat Studios                                      | Activision                                               | 17. März 2006         | —                | 17. Nov. 2005    |
| AMF Bowling 2004                                                                           | Mud Duck Productions                               | Bethesda Softworks                                       | —                     | —                | 14. Nov. 2003    |
| AMF Xtreme Bowling 2006                                                                    | Mud Duck Productions                               | Bethesda Softworks                                       | —                     | —                | 21. Juni 2006    |
| Amped: Freestyle Snowboarding Tenku Freestyle Snowboarding (JP)                            | Indie Built                                        | Microsoft Game Studios                                   | 14. März 2002         | 22. Feb. 2002    | 19. Nov. 2001    |
| Amped 2                                                                                    | Indie Built                                        | Microsoft Game Studios                                   | 14. Nov. 2003         | 26. Feb. 2004    | 28. Okt. 2003    |
| AND 1 Streetball                                                                           | Black Ops Entertainment                            | Ubisoft                                                  | 29. Juni 2006         | —                | 6. Juni 2006     |
| Angelic Concert (JP)                                                                       | Success                                            |                                                          | —                     | 13. März 2003    | —                |
| Animaniacs: The Great Edgar Hunt                                                           | Warthog Games                                      | Ignition Entertainment                                   | 14. Okt. 2005         | —                | —                |
| Antz Extreme Racing                                                                        | LSP                                                | Empire Interactive                                       | 26. Juli 2002         | —                | 2. Sep. 2002     |
| Aoi Namida (JP)                                                                            | Artlim Media                                       | Panther Software                                         | —                     | 27. Mai 2004     | —                |
| APEX Racing Evoluzione (PAL)                                                               | Milestone S.r.l.                                   | Infogrames                                               | 28. Feb. 2003         | —                | 18. Feb. 2003    |
| Aquaman: Battle for Atlantis                                                               | Lucky Chicken Games                                | TDK Mediactive                                           | —                     | —                | 30. Juli 2003    |
| Arctic Thunder                                                                             | Midway Games                                       | Midway Games                                             | 22. März 2002         | —                | 15. Nov. 2001    |
| Area 51                                                                                    | Midway Studios Austin                              | Midway                                                   | 27. Mai 2005          | —                | 25. Apr. 2005    |
| Arena Football                                                                             | EA Tiburon                                         | EA Sports                                                | —                     | —                | 7. Feb. 2006     |
| Armed and Dangerous                                                                        | Planet Moon Studios                                | LucasArts                                                | 27. Feb. 2004         | —                | 2. Dez. 2003     |
| Army Men: Major Malfunction                                                                | Global Star Software                               | 3DO                                                      | 4. Aug. 2006          | —                | 15. Apr. 2006    |
| Army Men: Sarge’s War                                                                      | Global Star Software                               | 3DO                                                      | 23. Juli 2004         | —                | 2. Aug. 2004     |
| Arx Fatalis                                                                                | Arkane Studios                                     | JoWood Productions                                       | 13. Feb. 2004         | —                | 23. Dez. 2003    |
| Atari Anthology                                                                            | Digital Eclipse                                    | Atari                                                    | 11. Nov. 2004         | 4. Aug. 2005     | 16. Nov. 2004    |
| ATV Quad Power Racing 2                                                                    | Climax Studios                                     | AKA Acclaim                                              | 28. Feb. 2003         | —                | 27. Jan. 2003    |
| Auto Modellista Auto Modellista U.S.-Tuned (JP)                                            | Capcom Production Studio 1                         | Capcom                                                   | —                     | 29. Jan. 2004    | 21. Jan. 2004    |
| Avatar – Der Herr der Elemente                                                             | TOSE                                               | THQ                                                      | —                     | —                | 10. Okt. 2006    |
| Azurik: Rise of Perathia                                                                   | Adrenium Games                                     | Microsoft Game Studios                                   | 17. Mai 2002          | —                | 15. Dez. 2001    |
| Backyard Wrestling: Don’t Try This at Home                                                 | Paradox Development                                | Eidos Interactive                                        | 14. Nov. 2003         | —                | 9. Okt. 2003     |
| Backyard Wrestling 2: There Goes the Neighborhood                                          | Paradox Development                                | Eidos Interactive                                        | 19. Nov. 2004         | —                | 16. Nov. 2004    |
| Bad Boys: Miami Takedown Bad Boys II (PAL)                                                 | Blitz Games                                        | Empire Interactive                                       | 25. Feb. 2004         | —                | 14. Sep. 2004    |
| Baldur’s Gate: Dark Alliance                                                               | Snowblind Studios                                  | Interplay Entertainment                                  | 23. März 2003         | —                | 22. Okt. 2002    |
| Baldur’s Gate: Dark Alliance 2                                                             | Black Isle Studios                                 | Interplay Entertainment                                  | 6. Feb. 2004          | —                | 20. Jan. 2004    |
| Baphomets Fluch: Der schlafende Drache                                                     | Revolution Software                                | The Adventure Company                                    | 14. Nov. 2003         | —                | 4. Dez. 2003     |
| Barbarian                                                                                  | Saffire                                            | Titus Interactive                                        | 23. Dez. 2003         | —                | —                |
| Barbie Pferdeabenteuer - Rettet die Wildpferde                                             | Blitz Games                                        | Vivendi Universal Games                                  | 13. Feb. 2004         | —                | 4. Nov. 2003     |
| The Bard’s Tale                                                                            | InXile Entertainment                               | Vivendi Universal Games                                  | 24. März 2005         | —                | 26. Okt. 2004    |
| The Baseball 2002: Battle Ball Park Sengen                                                 | Konami                                             | Konami                                                   | —                     | 11. Juli 2002    | —                |
| Bass Pro Shops: Trophy Bass 2007                                                           | Big John Games                                     | Vivendi Universal Games                                  | —                     | —                | 20. Nov. 2006    |
| Bass Pro Shops Trophy Hunter 2007                                                          | Jarhead Games                                      | Vivendi Universal Games                                  | —                     | —                | 20. Nov. 2006    |
| Batman Begins                                                                              | Eurocom                                            | EA Games Warner Bros. Interactive Entertainment          | 17. Juni 2005         | —                | 15. Juni 2005    |
| Batman: Dark Tomorrow                                                                      | HotGen                                             | Kemco                                                    | 11. Apr. 2003         | 21. März 2003    | 18. März 2003    |
| Batman: Rise of Sin Tzu                                                                    | Ubisoft Montreal                                   | Ubi Soft                                                 | 14. Nov. 2003         | —                | 11. Nov. 2003    |
| Batman: Vengeance                                                                          | Ubisoft Montreal                                   | Ubi Soft                                                 | 14. März 2002         | —                | 18. Dez. 2001    |
| Battle Engine Aquila                                                                       | Lost Toys                                          | Infogrames                                               | 7. Feb. 2003          | —                | 20. Jan. 2003    |
| Battlefield 2: Modern Combat                                                               | Digital Illusions CE                               | Electronic Arts                                          | 18. Nov. 2005         | —                | 24. Okt. 2005    |
| Battlestar Galactica                                                                       | Warthog Games                                      | Vivendi Universal Games                                  | 12. Dez. 2003         | —                | 18. Nov. 2003    |
| Beat Down: Fists of Vengeance                                                              | Cavia                                              | Capcom                                                   | 2. Nov. 2005          | —                | 23. Aug. 2005    |
| Beyond Good & Evil                                                                         | Ubisoft Milan                                      | Ubisoft                                                  | 27. Feb. 2004         | —                | 2. Dez. 2003     |
| The Bible Game                                                                             | Crave Entertainment                                | Crave Entertainment                                      | —                     | —                | 23. Okt. 2005    |
| Bicycle Casino                                                                             | Leaping Lizard                                     | Activision Value                                         | 7. Juli 2005          | —                | 26. Okt. 2004    |
| Big Bumpin’                                                                                | Blitz Games                                        | King Games                                               | —                     | —                | 19. Nov. 2006    |
| Big Mutha Truckers                                                                         | Eutechnyx                                          | THQ                                                      | 29. Dez. 2002         | —                | 23. Juni 2003    |
| Big Mutha Truckers 2                                                                       | Empire Interactive                                 | THQ                                                      | 24. Juni 2005         | —                | 28. Aug. 2005    |
| Bionicle                                                                                   | Argonaut Games                                     | Electronic Arts Lego Interactive                         | 17. Okt. 2003         | —                | 20. Okt. 2003    |
| Bistro Cupid (JP)                                                                          | Success                                            | Success                                                  | —                     | 13. Juni 2002    | —                |
| Bistro Cupid 2                                                                             | Success                                            | Success                                                  | —                     | 28. Aug. 2003    | —                |
| Black                                                                                      | Criterion Games                                    | Electronic Arts                                          | 24. Feb. 2006         | —                | 28. Feb. 2006    |
| Black Stone: Magic & Steel Ex-Chaser (JP)                                                  | XPEC Entertainment                                 | Xicat Interactive                                        | 21. März 2003         | 22. Mai 2003     | 19. März 2003    |
| Blade II                                                                                   | Mucky Foot Productions                             | Activision                                               | 27. Sep. 2002         | —                | 3. Sep. 2002     |
| Blazing Angels: Squadrons of WWII                                                          | Ubisoft Bucharest                                  | Ubisoft                                                  | 31. März 2006         | —                | 23. März 2006    |
| Blinx: The Time Sweeper                                                                    | Artoon                                             | Microsoft Game Studios                                   | 8. Nov. 2002          | 12. Dez. 2002    | 7. Okt. 2002     |
| Blinx 2: Masters of Time and Space                                                         | Artoon                                             | Microsoft Game Studios                                   | 3. Dez. 2004          | 18. Nov. 2004    | 18. Nov. 2004    |
| Blitz: The League                                                                          | Midway Games                                       | Midway Games                                             | —                     | —                | 17. Okt. 2005    |
| Blood Omen 2                                                                               | Crystal Dynamics                                   | Eidos Interactive                                        | 28. März 2002         | —                | 21. März 2002    |
| Blood Wake                                                                                 | Stormfront Studios                                 | Microsoft Game Studios                                   | 14. März 2002         | —                | 25. Dez. 2001    |
| BloodRayne                                                                                 | Terminal Reality                                   | Majesco Entertainment                                    | 2. Mai 2003           | —                | 15. Okt. 2002    |
| BloodRayne 2                                                                               | Terminal Reality                                   | Majesco Entertainment                                    | 17. Feb. 2006         | —                | 12. Okt. 2004    |
| Bloody Roar Extreme                                                                        | Hudson Soft                                        | Konami                                                   | 17. Juli 2003         | 28. Nov. 2003    | 27. Mai 2003     |
| BlowOut                                                                                    | Terminal Reality                                   | Majesco Entertainment                                    | 26. Nov. 2004         | —                | 30. Jan. 2004    |
| BMX XXX                                                                                    | Z-Axis                                             | AKA Acclaim                                              | 6. Dez. 2002          | —                | 10. Nov. 2002    |
| Braveknight                                                                                | Panther Software                                   | Panther Software                                         | —                     | 26. Sep. 2002    | —                |
| Break Nine: World Billiards Tournament                                                     | ASK                                                | ASK                                                      | —                     | 25. Juli 2002    | —                |
| Breakdown                                                                                  | Namco                                              | Namco                                                    | 18. Juni 2004         | 29. Jan. 2004    | 16. März 2004    |
| Breeders’ Cup World Thoroughbred Championships                                             | ZeniMax Media                                      | Bethesda                                                 | —                     | —                | 29. Sep. 2005    |
| Brian Lara International Cricket 2005 Ricky Ponting International Cricket 2005 (Australia) | Codemasters                                        | Codemasters                                              | 21. Juli 2005         | —                | —                |
| Brothers in Arms: Earned in Blood                                                          | Gearbox Software                                   | Ubisoft                                                  | 6. Okt. 2005          | —                | 4. Okt. 2005     |
| Brothers in Arms: Road to Hill 30                                                          | Gearbox Software                                   | Ubisoft                                                  | 18. März 2005         | 15. Sep. 2005    | 1. März 2005     |
| Bruce Lee: Quest of the Dragon                                                             | Ronin Entertainment                                | Vivendi Universal Games                                  | 6. Sep. 2002          | —                | 2. Juli 2002     |
| Brute Force                                                                                | Digital Anvil                                      | Microsoft Game Studios                                   | 20. Juni 2003         | 9. Okt. 2003     | 27. Mai 2003     |
| Buffy the Vampire Slayer                                                                   | The Collective                                     | Electronic Arts                                          | 13. Sep. 2002         | —                | 18. Aug. 2002    |
| Buffy the Vampire Slayer: Chaos Bleeds                                                     | Eurocom                                            | Vivendi Universal Games                                  | 24. Okt. 2003         | 25. Dez. 2003    | 27. Aug. 2003    |
| Burnout                                                                                    | Criterion Games                                    | Acclaim Entertainment                                    | 3. Mai 2002           | —                | 30. Apr. 2002    |
| Burnout 2: Point of Impact                                                                 | Criterion Games                                    | Acclaim Entertainment                                    | 9. Mai 2003           | —                | 1. Mai 2003      |
| Burnout 3: Takedown                                                                        | Criterion Games                                    | EA Games                                                 | 10. Sep. 2004         | 14. Okt. 2004    | 7. Sep. 2004     |
| Burnout Revenge                                                                            | Criterion Games                                    | Electronic Arts                                          | 23. Sep. 2005         | 20. Okt. 2005    | 13. Sep. 2005    |
| C.A.T.: Cyber Attack Team                                                                  | Hide                                               | Hide                                                     | —                     | 26. Juni 2003    | —                |
| Cabela’s Big Game Hunter 2005 Adventures                                                   | Fun Labs                                           | Activision                                               | 13. Okt. 2005         | —                | 23. Nov. 2004    |
| Cabela’s Dangerous Hunts                                                                   | Fun Labs                                           | Activision                                               | 1. Okt. 2004          | —                | 11. Nov. 2003    |
| Cabela’s Dangerous Hunts 2                                                                 | Fun Labs                                           | Activision                                               | 1. März 2006          | —                | 16. Nov. 2005    |
| Cabela’s Deer Hunt: 2004 Season                                                            | Fun Labs                                           | Activision                                               | —                     | —                | 26. Aug. 2003    |
| Cabela’s Deer Hunt: 2005 Season                                                            | Fun Labs                                           | Activision                                               | 2. Feb. 2005          | —                | 31. Aug. 2004    |
| Cabela’s Outdoor Adventures                                                                | Fun Labs                                           | Activision                                               | 17. März 2006         | —                | 14. Sep. 2005    |
| Call of Cthulhu: Dark Corners of the Earth                                                 | Headfirst Productions                              | Bethesda Softworks/2K Games                              | 28. Okt. 2005         | —                | 24. Okt. 2005    |
| Call of Duty: Finest Hour                                                                  | Spark Unlimited                                    | Activision                                               | 2. Dez. 2004          | 27. Okt. 2004    | 16. Nov. 2004    |
| Call of Duty 2: Big Red One                                                                | Treyarch                                           | Activision                                               | 18. Nov. 2005         | —                | 1. Nov. 2005     |
| Call of Duty 3                                                                             | Treyarch, Pi Studios                               | Activision                                               | 10. Nov. 2006         | —                | 7. Nov. 2006     |
| Capcom Classics Collection Vol. 1                                                          | Backbone Entertainment                             | Capcom                                                   | 18. Nov. 2005         | —                | 27. Sep. 2005    |
| Capcom Classics Collection Vol. 2                                                          | Backbone Entertainment                             | Capcom                                                   | —                     | —                | 14. Nov. 2006    |
| Capcom Fighting Evolution Capcom Fighting Jam (PAL) (JP)                                   | Capcom Production Studio 2                         | Capcom                                                   | 24. Juni 2005         | 16. Juni 2005    | 14. Juni 2005    |
| Capcom vs. SNK 2 EO                                                                        | Capcom Production Studio 1                         | Capcom                                                   | 7. März 2003          | 16. Jan. 2003    | 11. Feb. 2003    |
| Carmen Sandiego: The Secret of the Stolen Drums                                            | A2M                                                | BAM! Entertainment                                       | 5. März 2004          | —                | 13. Sep. 2004    |
| Cars                                                                                       | Rainbow Studios                                    | THQ                                                      | 13. Juli 2006         | —                | 5. Juni 2006     |
| Carve                                                                                      | Argonaut Games                                     | Global Star Software                                     | 31. Dez. 2004         | —                | 26. Feb. 2004    |
| Castlevania: Curse of Darkness                                                             | Konami                                             | Konami                                                   | 17. Feb. 2006         | —                | 5. Nov. 2005     |
| Catwoman                                                                                   | Argonaut Games, EA UK                              | EA Games                                                 | 6. Aug. 2004          | —                | 20. Juli 2004    |
| Cel Damage                                                                                 | Pseudo Interactive                                 | EA Games                                                 | 3. Mai 2002           | —                | 15. Nov. 2001    |
| Celebrity Deathmatch                                                                       | Big Ape Productions                                | Gotham Games                                             | 31. Okt. 2003         | —                | 14. Okt. 2003    |
| Championship Bowling                                                                       | Black Market Games                                 | Evolved Games                                            | —                     | —                | 1. März 2006     |
| Championship Manager: Season 01/02                                                         | Sports Interactive                                 | Eidos Interactive                                        | 14. Apr. 2002         | —                | —                |
| Championship Manager: Season 02/03                                                         | Sports Interactive                                 | Eidos Interactive                                        | 6. Dez. 2002          | —                | —                |
| Championship Manager 2006                                                                  | Gusto Games                                        | Eidos Interactive                                        | 12. Mai 2006          | —                | —                |
| Championship Manager 5                                                                     | Gusto Games                                        | Eidos Interactive                                        | 13. Mai 2005          | —                | —                |
| Charlie and the Chocolate Factory                                                          | High Voltage Software                              | Global Star Software                                     | 25. Mai 2005          | —                | 15. Juli 2005    |
| Chase: Hollywood Stunt Driver                                                              | I-Imagine                                          | BAM! Entertainment                                       | 17. Okt. 2002         | —                | 22. Sep. 2002    |
| Chessmaster 10th Edition                                                                   | Ubisoft                                            | Ubisoft                                                  | —                     | —                | 27. Okt. 2004    |
| Chicago Enforcer                                                                           | Touchdown                                          | Kemco                                                    | —                     | —                | 23. Feb. 2005    |
| Chicken Little                                                                             | Avalanche Software                                 | Buena Vista Games                                        | 10. Feb. 2006         | —                | 18. Okt. 2005    |
| The Chronicles of Narnia: The Lion, the Witch and the Wardrobe                             | Traveller’s Tales                                  | Buena Vista Games                                        | 31. März 2006         | —                | 14. Nov. 2005    |
| The Chronicles of Riddick: Escape from Butcher Bay                                         | Starbreeze Studios, Tigon Studios                  | Vivendi Universal Games                                  | 13. Aug. 2004         | —                | 1. Juni 2004     |
| Circus Maximus: Chariot Wars                                                               | Kodiak Interactive                                 | Encore                                                   | 28. Juni 2002         | —                | 24. Feb. 2002    |
| Classified: The Sentinel Crisis                                                            | Torus Games                                        | Global Star Software                                     | 29. Apr. 2005         | —                | 25. Mai 2005     |
| Close Combat: First to Fight                                                               | Destineer                                          | 2K Games                                                 | 25. Apr. 2005         | —                | 6. Apr. 2005     |
| Club Football                                                                              | Codemasters                                        | Codemasters                                              | 10. Okt. 2003         | —                | —                |
| Club Football 2005                                                                         | Codemasters                                        | Codemasters                                              | 15. Okt. 2004         | —                | —                |
| Codename: Kids Next Door – Operation: V.I.D.E.O.G.A.M.E.                                   | High Voltage Software                              | Global Star Software                                     | 2. Dez. 2005          | —                | 11. Okt. 2005    |
| Cold Fear                                                                                  | Darkworks                                          | Ubisoft                                                  | 4. März 2005          | —                | 15. März 2005    |
| Cold War                                                                                   | Mindware Studios                                   | DreamCatcher Games                                       | 28. Okt. 2005         | —                | 27. Sep. 2005    |
| Colin McRae Rally 04                                                                       | Codemasters                                        | Codemasters                                              | 19. Sep. 2003         | —                | 4. März 2004     |
| Colin McRae Rally 2005                                                                     | Codemasters                                        | Codemasters                                              | 31. Okt. 2004         | —                | 28. Sep. 2004    |
| Colin McRae Rally 3                                                                        | Codemasters                                        | Codemasters                                              | 25. Okt. 2002         | —                | 18. Feb. 2003    |
| College Hoops 2K6                                                                          | Visual Concepts                                    | 2K Sports                                                | —                     | —                | 1. Nov. 2005     |
| College Hoops 2K7                                                                          | Visual Concepts                                    | 2K Sports                                                | —                     | —                | 20. Nov. 2006    |
| Combat Elite: WWII Paratroopers                                                            | BattleBorne Entertainment                          | SouthPeak Interactive                                    | —                     | —                | 21. Nov. 2005    |
| Combat: Task Force 121                                                                     | Direct Action                                      | Groove Games                                             | 30. Nov. 2005         | —                | 22. März 2005    |
| Commandos: Strike Force                                                                    | Pyro Studios                                       | Eidos Interactive                                        | 31. Okt. 2005         | —                | 4. Apr. 2006     |
| Commandos 2: Men of Courage                                                                | Pyro Studios                                       | Eidos Interactive                                        | 13. Sep. 2002         | —                | 10. Sep. 2002    |
| Conan                                                                                      | Cauldron HQ                                        | TDK Mediactive                                           | 8. Apr. 2004          | —                | —                |
| Conflict: Desert Storm                                                                     | Pivotal Games                                      | SCi                                                      | 13. Sep. 2002         | —                | 30. Sep. 2002    |
| Conflict: Desert Storm 2                                                                   | Pivotal Games                                      | SCi                                                      | 19. Sep. 2003         | —                | 8. Okt. 2003     |
| Conflict: Global Terror                                                                    | Pivotal Games                                      | SCi / 2K Games                                           | 30. Sep. 2005         | —                | 4. Okt. 2005     |
| Conflict: Vietnam                                                                          | Pivotal Games                                      | Eidos Interactive                                        | 3. Sep. 2004          | —                | 5. Okt. 2004     |
| Conker: Live & Reloaded                                                                    | Rare                                               | Microsoft Game Studios                                   | 24. Juni 2005         | 30. Juni 2005    | 21. Juni 2005    |
| Conspiracy: Weapons of Mass Destruction                                                    | Kuju Entertainment                                 | Oxygen Interactive                                       | 12. Aug. 2005         | —                | —                |
| Constantine                                                                                | Bits Studios                                       | THQ                                                      | 4. März 2005          | 21. Apr. 2005    | 15. Feb. 2005    |
| Corvette                                                                                   | Steel Monkeys                                      | TDK Mediactive                                           | —                     | —                | 10. Dez. 2003    |
| Counter-Strike                                                                             | Valve                                              | Microsoft Game Studios                                   | 5. Dez. 2003          | 25. März 2004    | 18. Nov. 2003    |
| Crash Bandicoot: The Wrath of Cortex                                                       | Traveller’s Tales                                  | Vivendi Universal Interactive Publishing                 | 26. Apr. 2002         | —                | 16. Apr. 2002    |
| Crash ’n’ Burn                                                                             | Climax                                             | Eidos Interactive                                        | 3. Dez. 2004          | —                | 19. Nov. 2004    |
| Crash Nitro Kart                                                                           | Vicarious Visions                                  | Vivendi Universal Games                                  | 28. Nov. 2003         | —                | 11. Nov. 2003    |
| Crash Tag Team Racing                                                                      | Radical Entertainment                              | Vivendi Universal Games                                  | 4. Nov. 2005          | —                | 21. Okt. 2005    |
| Crash Twinsanity                                                                           | Traveller’s Tales                                  | Vivendi Universal Games                                  | 8. Okt. 2004          | —                | 28. Sep. 2004    |
| Crazy Taxi 3: High Roller                                                                  | Hitmaker                                           | Sega                                                     | 20. Sep. 2002         | 23. Okt. 2003    | 24. Juli 2002    |
| Cricket 2005                                                                               | EA Canada, HB Studios                              | EA Sports                                                | 31. Dez. 2005         | —                | —                |
| Crime Life: Gang Wars                                                                      | Hothouse Creations                                 | Konami                                                   | 30. Sep. 2005         | —                | 22. Nov. 2005    |
| Crimson Sea                                                                                | Koei                                               | Koei                                                     | 24. März 2003         | 12. Dez. 2002    | 16. Dez. 2002    |
| Crimson Skies: High Road to Revenge                                                        | FASA Interactive                                   | Microsoft Game Studios                                   | 31. Okt. 2003         | 20. Mai 2004     | 21. Okt. 2003    |
| Crouching Tiger, Hidden Dragon                                                             | Bergsala Lightweight                               | Ubisoft                                                  | 28. Nov. 2003         | 22. Jan. 2004    | 9. Dez. 2003     |
| Crusty Demons                                                                              | Fluent Entertainment                               | Deep Silver                                              | —                     | —                | 27. Juni 2006    |
| CSI: Crime Scene Investigation                                                             | 369 Interactive                                    | Ubisoft                                                  | 4. Feb. 2005          | —                | 14. Dez. 2004    |
| Curious George                                                                             | Monkey Bar Games                                   | Namco                                                    | 20. Okt. 2006         | —                | 1. Feb. 2006     |
| Curse: The Eye of Isis                                                                     | Asylum Entertainment                               | DreamCatcher Interactive                                 | 6. Feb. 2004          | —                | 8. Dez. 2003     |
| The Da Vinci Code                                                                          | The Collective                                     | 2K Games                                                 | 19. Mai 2006          | —                | 19. Mai 2006     |
| Daemon Vector                                                                              | XPEC Entertainment                                 | XPEC Entertainment                                       | —                     | 21. Juni 2004    | —                |
| Dai Senryaku VII: Modern Military Tactics                                                  | SystemSoft                                         | Kemco                                                    | —                     | 29. Mai 2004     | 15. Feb. 2005    |
| Dakar 2: The World’s Ultimate Rally                                                        | Acclaim Studios Cheltenham                         | Acclaim Entertainment                                    | 6. Juni 2003          | —                | 19. Juni 2003    |
| Dance Dance Revolution Ultramix Dance Stage Unleashed (PAL)                                | Konami                                             | Konami                                                   | 12. März 2004         | —                | 19. Nov. 2003    |
| Dance Dance Revolution Ultramix 2 Dance Stage Unleashed 2 (PAL)                            | Konami                                             | Konami                                                   | 13. Mai 2005          | —                | 18. Nov. 2004    |
| Dance Dance Revolution Ultramix 3 Dance Stage Unleashed 3 (PAL)                            | Konami                                             | Konami                                                   | 16. März 2006         | —                | 15. Nov. 2005    |
| Dance Dance Revolution Ultramix 4                                                          | Konami                                             | Konami                                                   | —                     | —                | 14. Nov. 2006    |
| Dance: UK                                                                                  | Broadsword Interactive                             | Bigben Interactive                                       | 2. Juli 2004          | —                | —                |
| Dark Summit                                                                                | Radical Entertainment                              | THQ                                                      | 22. März 2002         | —                | 15. Nov. 2001    |
| Darkwatch                                                                                  | High Moon Studios                                  | Capcom                                                   | 6. Okt. 2005          | —                | 16. Aug. 2005    |
| Dave Mirra Freestyle BMX 2                                                                 | Z-Axis                                             | Acclaim Max Sports                                       | 14. März 2002         | —                | 29. Nov. 2001    |
| David Beckham Soccer                                                                       | Rage Software Limited                              | Rage Software Limited                                    | 7. Juni 2002          | —                | —                |
| Dead Man’s Hand                                                                            | Human Head Studios                                 | Atari                                                    | 29. Apr. 2004         | 2. Sep. 2004     | 16. März 2004    |
| Dead or Alive 3                                                                            | Team Ninja                                         | Tecmo                                                    | 14. März 2002         | 22. Feb. 2002    | 15. Nov. 2001    |
| Dead or Alive Ultimate                                                                     | Team Ninja                                         | Tecmo                                                    | 18. Feb. 2005         | 3. Nov. 2004     | 26. Okt. 2004    |
| Dead or Alive Xtreme Beach Volleyball                                                      | Team Ninja                                         | Tecmo                                                    | 28. März 2003         | 23. Jan. 2003    | 22. Jan. 2003    |
| Dead to Rights                                                                             | Namco                                              | Namco                                                    | 21. Feb. 2003         | 28. Nov. 2002    | 19. Aug. 2002    |
| Dead to Rights II                                                                          | Widescreen Games                                   | Namco                                                    | 28. Okt. 2005         | —                | 12. Apr. 2005    |
| Deathrow                                                                                   | Southend Interactive                               | Ubi Soft                                                 | 18. Okt. 2002         | —                | 22. Okt. 2002    |
| Def Jam: Fight for NY                                                                      | AKI Corporation, EA Canada                         | EA Games                                                 | 1. Okt. 2004          | —                | 20. Sep. 2004    |
| Defender                                                                                   | 7 Studios                                          | Midway Games                                             | 14. März 2003         | —                | 22. Okt. 2002    |
| Delta Force: Black Hawk Down                                                               | VU Games, Climax                                   | NovaLogic                                                | 8. Sep. 2005          | —                | 26. Juli 2005    |
| Dennou Taisen: DroneZ                                                                      | Zetha GameZ                                        | Metro 3D                                                 | —                     | 22. Apr. 2004    | —                |
| Destroy All Humans!                                                                        | Pandemic Studios                                   | THQ                                                      | 24. Juni 2005         | —                | 21. Juni 2005    |
| Destroy All Humans! 2                                                                      | Pandemic Studios                                   | THQ                                                      | 20. Okt. 2006         | —                | 17. Okt. 2006    |
| Deus Ex: Invisible War                                                                     | Ion Storm                                          | Eidos Interactive                                        | 5. März 2003          | 17. Juni 2004    | 2. Dez. 2003     |
| Die Hard: Vendetta                                                                         | Bits Studios                                       | Vivendi Universal Games                                  | 27. Juni 2003         | —                | —                |
| Digimon Rumble Arena 2                                                                     | Bandai                                             | Bandai                                                   | 15. Okt. 2004         | 29. Juli 2004    | 3. Sep. 2004     |
| Digimon World 4                                                                            | Bandai                                             | Bandai                                                   | 2. Sep. 2005          | 5. Jan. 2005     | 2. Juni 2005     |
| Dino Crisis 3                                                                              | Capcom                                             | Capcom                                                   | 7. Nov. 2003          | 26. Juni 2003    | 16. Sep. 2003    |
| Dinosaur Hunting                                                                           | Scarab                                             | Metro 3D                                                 | —                     | 18. Sep. 2003    | —                |
| Dinotopia: The Sunstone Odyssey                                                            | Vicious Cycle                                      | TDK Mediactive                                           | 16. Apr. 2004         | —                | 5. Aug. 2003     |
| Disney’s Extreme Skate Adventure                                                           | Toys for Bob                                       | Activision                                               | 5. Sep. 2003          | —                | 3. Sep. 2003     |
| Doom 3                                                                                     | id Software, Vicarious Visions                     | Activision                                               | 8. Apr. 2005          | —                | 3. Apr. 2005     |
| Doom 3: Resurrection of Evil                                                               | id Software                                        | Activision                                               | 21. Okt. 2005         | —                | 5. Okt. 2005     |
| Double-S.T.E.A.L. - The Second Clash                                                       | Bunkasha Publishing                                | Microsoft Game Studios                                   | —                     | 4. Juni 2005     | —                |
| Dr. Muto                                                                                   | Midway Games                                       | Midway Games                                             | 21. März 2003         | —                | 19. Nov. 2002    |
| Dr. Seuss’ The Cat in the Hat                                                              | Magenta Software                                   | Vivendi Universal Games                                  | 19. März 2004         | 25. März 2004    | 5. Nov. 2003     |
| Dragon Ball Z: Sagas                                                                       | Avalanche Software                                 | Atari                                                    | —                     | —                | 22. März 2005    |
| Dragon’s Lair 3D: Return to the Lair                                                       | Dragonstone Software                               | Ubisoft                                                  | 5. März 2004          | —                | 18. Nov. 2002    |
| Drake of the 99 Dragons                                                                    | Idol FX                                            | Majesco Entertainment                                    | —                     | —                | 3. Nov. 2003     |
| Dreamfall: The Longest Journey                                                             | Funcom                                             | Aspyr Media                                              | 11. Aug. 2006         | —                | 18. Apr. 2006    |
| Drihoo (JP)                                                                                | Highwaystar                                        | Highwaystar                                              | —                     | 28. Nov. 2002    | —                |
| Driv3r                                                                                     | Reflections Interactive                            | Atari                                                    | 22. Juni 2004         | —                | 21. Juni 2004    |
| Driver: Parallel Lines                                                                     | Reflections Interactive                            | Atari                                                    | 17. März 2006         | —                | 14. März 2006    |
| The Dukes of Hazzard: Return of the General Lee                                            | Ratbag                                             | Ubisoft                                                  | 15. Okt. 2004         | —                | 28. Sep. 2004    |
| Dungeons & Dragons: Heroes                                                                 | Atari Hunt Valley                                  | Atari                                                    | 31. Okt. 2003         | —                | 17. Sep. 2003    |
| Dynasty Warriors 3                                                                         | Omega Force                                        | Koei                                                     | 12. Juni 2002         | 26. Sep. 2002    | 30. Sep. 2002    |
| Dynasty Warriors 4                                                                         | Omega Force                                        | Koei                                                     | 14. Nov. 2003         | 4. Sep. 2003     | 30. Sep. 2003    |
| Dynasty Warriors 5                                                                         | Omega Force                                        | Koei                                                     | 23. Sep. 2005         | 25. Aug. 2005    | 13. Sep. 2005    |
| Ed, Edd n Eddy: The Mis-Edventures                                                         | Artificial Mind and Movement                       | Midway Games                                             | —                     | —                | 3. Nov. 2005     |
| Egg Mania: Eggstreme Madness                                                               | HotGen                                             | Kemco                                                    | 25. Okt. 2002         | 3. Okt. 2002     | 11. Sep. 2002    |
| The Elder Scrolls III: Morrowind                                                           | Bethesda Softworks                                 | Bethesda Softworks                                       | 22. Nov. 2002         | —                | 6. Juni 2002     |
| Enclave                                                                                    | Starbreeze                                         | Conspiracy Entertainment                                 | 19. Juli 2002         | —                | 29. Juli 2002    |
| England International Football                                                             | Codemasters                                        | Codemasters                                              | 30. Apr. 2004         | —                | —                |
| Enter the Matrix                                                                           | Shiny Entertainment                                | Infogrames                                               | 15. Mai 2003          | 19. Juni 2003    | 14. Mai 2003     |
| Eragon                                                                                     | Stormfront Studios                                 | Vivendi Games                                            | 24. Nov. 2006         | —                | 14. Nov. 2006    |
| ESPN College Hoops                                                                         | Kush Games                                         | Sega                                                     | —                     | —                | 13. Nov. 2003    |
| ESPN College Hoops 2K5                                                                     | Visual Concepts                                    | Sega                                                     | —                     | —                | 17. Nov. 2004    |
| ESPN International Winter Sports 2002 International Winter Sports (PAL)                    | Konami                                             | Konami                                                   | 12. Apr. 2002         | 22. Feb. 2002    | 28. Feb. 2002    |
| ESPN Major League Baseball                                                                 | Blue Shift                                         | Sega                                                     | —                     | —                | 23. Feb. 2005    |
| ESPN MLS ExtraTime 2002                                                                    | Konami                                             | Konami                                                   | —                     | —                | 27. März 2002    |
| ESPN NBA 2K5                                                                               | Visual Concepts                                    | Sega                                                     | 28. Jan. 2005         | —                | 28. Sep. 2004    |
| ESPN NBA 2Night 2002                                                                       | Konami                                             | Konami                                                   | —                     | 28. März 2002    | 16. Apr. 2002    |
| ESPN NBA Basketball                                                                        | Visual Concepts                                    | Sega                                                     | 28. Nov. 2003         | —                | 22. Okt. 2003    |
| ESPN NFL 2K5                                                                               | Visual Concepts                                    | Sega                                                     | 28. Jan. 2005         | —                | 20. Juli 2004    |
| ESPN NFL Football                                                                          | Visual Concepts                                    | Sega                                                     | 28. Nov. 2003         | —                | 3. Sep. 2003     |
| ESPN NFL PrimeTime 2002                                                                    | Farsight Technologies                              | Konami                                                   | —                     | —                | 22. Jan. 2002    |
| ESPN NHL 2K5                                                                               | Kush Games                                         | Sega                                                     | 15. Okt. 2004         | —                | 30. Aug. 2004    |
| ESPN NHL Hockey                                                                            | Kush Games                                         | Sega                                                     | 28. Nov. 2003         | —                | 9. Sep. 2003     |
| ESPN Winter X-Games Snowboarding 2002                                                      | Konami                                             | Konami                                                   | 7. Juni 2002          | 22. Feb. 2002    | 6. März 2002     |
| Evil Dead: A Fistful of Boomstick                                                          | VIS Entertainment                                  | THQ                                                      | 27. Juni 2003         | —                | 17. Juni 2003    |
| Evil Dead: Regeneration                                                                    | Cranky Pants Games                                 | THQ                                                      | 30. Sep. 2005         | —                | 13. Sep. 2005    |
| ExaSkeleton                                                                                | Kiki Co.                                           | Kiki Co.                                                 | —                     | 18. Dez. 2003    | —                |
| F1 2001                                                                                    | EA UK                                              | EA Sports                                                | —                     | —                | 19. Nov. 2001    |
| F1 2002                                                                                    | Visual Science                                     | EA Sports                                                | 5. Apr. 2002          | 4. Apr. 2002     | —                |
| F1 Career Challenge                                                                        | Visual Science                                     | EA Sports                                                | 27. Juni 2003         | —                | —                |
| Fable                                                                                      | Lionhead Studios                                   | Microsoft Game Studios                                   | 8. Okt. 2004          | 17. März 2005    | 14. Sep. 2004    |
| Fable: The Lost Chapters                                                                   | Lionhead Studios                                   | Microsoft Game Studios                                   | 21. Okt. 2005         | —                | 18. Okt. 2005    |
| The Fairly OddParents: Breakin' Da Rules                                                   | THQ                                                | THQ                                                      | —                     | —                | 3. Nov. 2003     |
| Fallout: Brotherhood of Steel                                                              | Interplay Entertainment                            | Interplay Entertainment                                  | 2. Apr. 2004          | 28. Apr. 2005    | 14. Jan. 2004    |
| Family Guy Video Game!                                                                     | High Voltage Software                              | 2K Games                                                 | 3. Nov. 2006          | —                | 16. Okt. 2006    |
| Fantastic 4                                                                                | 7 Studios                                          | Activision                                               | 15. Juli 2005         | —                | 27. Juni 2005    |
| Far Cry Instincts                                                                          | Ubisoft Montreal                                   | Ubisoft                                                  | 30. Sep. 2005         | —                | 27. Sep. 2005    |
| Far Cry Instincts: Evolution                                                               | Ubisoft Montreal                                   | Ubisoft                                                  | 30. März 2006         | —                | 28. März 2006    |
| Fatal Frame Project Zero (PAL)                                                             | Tecmo                                              | Tecmo Microsoft Game Studios                             | 2. Mai 2003           | 6. Feb. 2003     | 22. Nov. 2002    |
| Fatal Frame II: Crimson Butterfly Project Zero II: Crimson Butterfly (PAL)                 | Tecmo                                              | Tecmo                                                    | 4. Feb. 2005          | 11. Nov. 2004    | 1. Nov. 2004     |
| FIFA 06                                                                                    | EA Canada                                          | EA Sports                                                | 30. Sep. 2005         | —                | 4. Okt. 2005     |
| FIFA 07                                                                                    | EA Canada                                          | EA Sports                                                | 25. Sep. 2006         | —                | 3. Okt. 2006     |
| FIFA Football 2003                                                                         | EA Canada                                          | EA Sports                                                | 1. Nov. 2002          | —                | 12. Nov. 2002    |
| FIFA Football 2004                                                                         | EA Canada                                          | EA Sports                                                | 24. Okt. 2003         | —                | 4. Nov. 2003     |
| FIFA 2005                                                                                  | EA Canada                                          | EA Sports                                                | 8. Okt. 2004          | —                | 12. Okt. 2004    |
| FIFA Street                                                                                | EA Canada                                          | EA Sports BIG                                            | 11. März 2005         | —                | 22. Feb. 2005    |
| FIFA Street 2                                                                              | EA Canada                                          | EA Sports BIG                                            | 3. März 2006          | —                | 28. Feb. 2006    |
| Fight Club                                                                                 | Genuine Games                                      | Vivendi Universal Games                                  | 10. Dez. 2004         | —                | 16. Nov. 2004    |
| Fight Night 2004                                                                           | EA Canada, NuFX                                    | EA Sports                                                | 30. Apr. 2004         | —                | 5. Apr. 2004     |
| Fight Night Round 2                                                                        | EA Chicago                                         | EA Sports                                                | 18. März 2005         | —                | 28. Feb. 2005    |
| Fight Night: Round 3                                                                       | EA Chicago                                         | EA Sports                                                | 9. März 2006          | —                | 23. Feb. 2006    |
| FILA World Tour Tennis                                                                     | Hokus Pokus                                        | THQ                                                      | 23. Aug. 2002         | —                | —                |
| Final Fight: Streetwise                                                                    | Secret Level                                       | Capcom                                                   | 7. Apr. 2006          | —                | 28. Feb. 2006    |
| Finding Nemo                                                                               | Traveller’s Tales                                  | THQ                                                      | 26. Sep. 2003         | —                | 5. Mai 2003      |
| Fire Blade                                                                                 | Kuju Entertainment                                 | Midway Games                                             | 28. Feb. 2003         | —                | 17. Nov. 2002    |
| FlatOut                                                                                    | Bugbear Entertainment                              | Empire Interactive                                       | 5. Nov. 2004          | —                | 12. Juli 2005    |
| FlatOut 2                                                                                  | Bugbear Entertainment                              | Empire Interactive                                       | 30. Juli 2006         | —                | 1. Aug. 2006     |
| Flight Academy                                                                             | Aquasystem                                         | Aquasystem                                               | —                     | 29. Aug. 2002    | —                |
| Ford Bold Moves Street Racing Ford Street Racing (PAL)                                     | Razorworks                                         | Eidos Interactive, Empire Interactive                    | 24. Feb. 2006         | —                | 25. Sep. 2006    |
| Ford Mustang: The Legend Lives                                                             | Eutechnyx                                          | 2K Games                                                 | 15. Juli 2005         | —                | 20. Apr. 2005    |
| Ford Racing 2                                                                              | Razorworks                                         | Take-Two Interactive                                     | 31. Okt. 2003         | —                | 3. Nov. 2003     |
| Ford Racing 3                                                                              | Razorworks                                         | 2K Games                                                 | 14. Jan. 2005         | —                | 22. März 2005    |
| Ford vs. Chevy                                                                             | 2K Games                                           | Global Star Software                                     | —                     | —                | 9. Nov. 2005     |
| Forgotten Realms: Demon Stone                                                              | Stormfront Studios, Zono                           | Atari                                                    | 11. Feb. 2005         | —                | 17. Nov. 2004    |
| Forza Motorsport                                                                           | Microsoft Game Studios                             | Microsoft Game Studios                                   | 13. Mai 2005          | 12. Mai 2005     | 3. Mai 2005      |
| Freaky Flyers                                                                              | Midway Games                                       | Midway Games                                             | 10. Okt. 2003         | —                | 5. Aug. 2003     |
| Freedom Fighters                                                                           | IO Interactive                                     | EA Games                                                 | 26. Sep. 2003         | —                | 1. Okt. 2003     |
| Freestyle MetalX                                                                           | Midway Games                                       | Midway Games                                             | 19. Sep. 2003         | —                | 14. Sep. 2003    |
| Freestyle Street Soccer Urban Freestyle SoccerPAL                                          | Gusto Games                                        | Acclaim Entertainment                                    | 13. Feb. 2004         | —                | 25. März 2004    |
| Frogger Beyond                                                                             | Konami                                             | Konami                                                   | —                     | —                | 11. Dez. 2002    |
| Frogger: Ancient Shadow                                                                    | Hudson Soft                                        | Konami                                                   | —                     | —                | 28. Sep. 2005    |
| Full Spectrum Warrior                                                                      | Pandemic Studios                                   | THQ                                                      | 25. Juni 2004         | 30. Sep. 2004    | 1. Juni 2004     |
| Full Spectrum Warrior: Ten Hammers                                                         | Pandemic Studios                                   | THQ                                                      | 23. Juni 2006         | —                | 28. März 2006    |
| Furious Karting                                                                            | Babylon Software                                   | Infogrames                                               | 24. Jan. 2003         | —                | 28. März 2003    |
| Futurama                                                                                   | Unique Development Studios                         | SCi Games Vivendi Universal Games                        | 1. Aug. 2003          | —                | 13. Aug. 2003    |
| Future Tactics: The Uprising                                                               | Zed Two                                            | JoWooD Productions Crave Entertainment                   | 22. Okt. 2004         | —                | 10. Mai 2004     |
| Fuzion Frenzy                                                                              | Blitz Games                                        | Microsoft Game Studios                                   | 14. März 2002         | —                | 15. Nov. 2001    |
| Galaxy Angel                                                                               | Broccoli                                           |                                                          | —                     | 22. Jan. 2003    | —                |
| Galleon                                                                                    | Confounding Factor                                 | SCi                                                      | 11. Juni 2004         | —                | 3. Aug. 2004     |
| Gauntlet Dark Legacy                                                                       | Midway Games                                       | Midway Games                                             | 28. Juni 2002         | —                | 15. Apr. 2002    |
| Gauntlet: Seven Sorrows                                                                    | Midway Games                                       | Midway Games                                             | 26. März 2005         | —                | 12. Dez. 2005    |
| Gene Troopers                                                                              | Cauldron                                           | Akella, Playlogic Entertainment, PlayLogic International | 9. Nov. 2005          | —                | —                |
| Genma Onimusha                                                                             | Capcom                                             | Capcom                                                   | 22. März 2002         | 22. Feb. 2002    | 28. Jan. 2002    |
| Ghost Master: The Gravenville Chronicles                                                   | Empire Interactive                                 | Empire Interactive                                       | 27. Aug. 2004         | —                | —                |
| Gladiator: Sword of Vengeance                                                              | Acclaim Studios Manchester                         | Acclaim Entertainment                                    | 30. Juli 2003         | —                | 5. Nov. 2003     |
| Gladius                                                                                    | LucasArts                                          | LucasArts                                                | 28. Nov. 2003         | —                | 28. Okt. 2003    |
| Goblin Commander: Unleash the Horde                                                        | Jaleco Entertainment                               | Jaleco Entertainment                                     | 19. März 2003         | —                | 11. Nov. 2003    |
| Godzilla: Destroy All Monsters Melee                                                       | Pipeworks Software                                 | Infogrames                                               | 16. Apr. 2003         | —                | 15. Apr. 2003    |
| Godzilla: Save the Earth                                                                   | Pipeworks Software                                 | Atari                                                    | 10. Dez. 2004         | —                | 2. Nov. 2004     |
| GoldenEye: Rogue Agent                                                                     | EA Los Angeles                                     | EA Games                                                 | 26. Nov. 2004         | —                | 22. Nov. 2004    |
| Gotcha!                                                                                    | Sixteen Tons Entertainment                         | Global Star Software                                     | 15. Apr. 2005         | —                | —                |
| Grabbed by the Ghoulies                                                                    | Rare                                               | Microsoft Game Studios                                   | 21. Nov. 2003         | 29. Apr. 2004    | 21. Okt. 2003    |
| Grand Theft Auto III                                                                       | Rockstar North, Rockstar Vienna                    | Rockstar Games                                           | 2. Jan. 2004          | 29. Juli 2004    | 31. Okt. 2003    |
| Grand Theft Auto: San Andreas                                                              | Rockstar North                                     | Rockstar Games                                           | 10. Juni 2005         | —}               | 7. Juni 2005     |
| Grand Theft Auto: Vice City                                                                | Rockstar North, Rockstar Vienna                    | Rockstar Games                                           | 2. Jan. 2004          | 29. Juli 2004    | 31. Okt. 2003    |
| Gravity Games Bike: Street. Vert. Dirt.                                                    | Midway Games                                       | Midway Games                                             | 27. Sep. 2002         | —                | 4. Sep. 2002     |
| The Great Escape                                                                           | Pivotal Games                                      | Gotham Games                                             | 29. Aug. 2003         | —                | 23. Juli 2003    |
| Greg Hastings Tournament Paintball                                                         | WXP                                                | Activision                                               | 25. März 2005         | —                | 16. Nov. 2004    |
| Greg Hastings’ Tournament Paintball Max’d                                                  | WXP                                                | Activision                                               | 20. Dez. 2005         | —                | 18. Okt. 2005    |
| Grooverider: Slot Car Thunder                                                              | King of the Jungle                                 | Encore                                                   | —                     | —                | 26. Sep. 2003    |
| Group S Challenge                                                                          | Capcom                                             | Capcom                                                   | 26. Sep. 2003         | 27. Aug. 2003    | 11. Nov. 2003    |
| Guilty Gear Isuka                                                                          | Sammy                                              | Sammy                                                    | —                     | 16. Dez. 2004    | —                |
| Guilty Gear X2#Reload                                                                      | Sammy                                              | Sammy                                                    | 26. Nov. 2004         | 29. Apr. 2004    | 14. Sep. 2004    |
| Gun                                                                                        | Neversoft                                          | Activision                                               | 11. Nov. 2005         | —                | 8. Nov. 2005     |
| Gun Metal                                                                                  | Rage Software                                      | Majesco Entertainment                                    | 30. Juni 2002         | —                | 30. Nov. 2002    |
| GunGriffon: Allied Strike                                                                  | Game Arts                                          | Tecmo                                                    | 8. Apr. 2005          | 16. Dez. 2004    | 14. Dez. 2004    |
| Gunvalkyrie                                                                                | Smilebit                                           | Sega                                                     | 17. Mai 2002          | 21. März 2002    | 18. März 2002    |
| The Guy Game                                                                               | Topheavy Studios                                   | Gathering of Developers                                  | —                     | —                | 30. Aug. 2004    |
| Half-Life 2                                                                                | Valve                                              | Valve                                                    | 17. Nov. 2005         | —                | 15. Nov. 2005    |
| Halo: Combat Evolved                                                                       | Bungie                                             | Microsoft Game Studios                                   | 14. März 2002         | 25. Apr. 2002    | 15. Nov. 2001    |
| Halo 2                                                                                     | Bungie                                             | Microsoft Game Studios                                   | 9. Nov. 2004          | 11. Nov. 2004    | 9. Nov. 2004     |
| Halo 2 Multiplayer Map Pack                                                                | Bungie                                             | Microsoft Game Studios                                   | 8. Juli 2005          | 7. Juli 2005     | 5. Juli 2005     |
| Harry Potter und die Kammer des Schreckens                                                 | Eurocom                                            | EA Games                                                 | 15. Nov. 2002         | —                | 14. Nov. 2002    |
| Harry Potter und der Feuerkelch                                                            | EA UK                                              | Electronic Arts                                          | 11. Nov. 2005         | —                | 8. Nov. 2005     |
| Harry Potter und der Gefangene von Askaban                                                 | EA UK                                              | EA Games                                                 | 29. Mai 2004          | —                | 2. Juni 2004     |
| Harry Potter und der Stein der Weisen                                                      | Warthog Games                                      | EA Games                                                 | 12. Dez. 2003         | —                | 9. Dez. 2003     |
| Harry Potter: Quidditch-Weltmeisterschaft                                                  | EA UK                                              | EA Games                                                 | 7. Nov. 2003          | —                | 28. Okt. 2003    |
| The Haunted Mansion                                                                        | High Voltage Software                              | TDK Mediactive                                           | 5. März 2003          | —                | 14. Okt. 2003    |
| Headhunter Redemption                                                                      | Amuze                                              | Sega                                                     | 31. Okt. 2003         | —                | 21. Sep. 2004    |
| Hello Kitty: Roller Rescue Hello Kitty: Mission Rescue (AS)                                | XPEC Entertainment                                 | Namco                                                    | 9. Sep. 2005          | 31. März 2005    | —                |
| Der Herr der Ringe: Die Gefährten                                                          | The Whole Experience                               | Vivendi Universal Games                                  | 8. Nov. 2002          | —                | 24. Sep. 2002    |
| Der Herr der Ringe: Die Rückkehr des Königs                                                | EA Redwood Shores, Hypnos Entertainment            | EA Games                                                 | 14. Nov. 2003         | —                | 5. Nov. 2003     |
| Der Herr der Ringe: Das dritte Zeitalter                                                   | EA Redwood Shores                                  | EA Games                                                 | 5. Nov. 2004          | —                | 2. Nov. 2004     |
| Der Herr der Ringe: Die zwei Türme                                                         | Stormfront Studios                                 | EA Games                                                 | 14. März 2003         |                  | 30. Dez. 2002    |
| Heroes of the Pacific                                                                      | IR Gurus                                           | Codemasters, Ubisoft                                     | 23. Sep. 2005         | —                | 28. Sep. 2005    |
| High Heat Major League Baseball 2004                                                       | 3DO                                                | 3DO                                                      | —                     | —                | 5. März 2003     |
| High Rollers Casino                                                                        | Cinemaware                                         | Mud Duck Productions                                     | —                     | —                | 11. Nov. 2004    |
| Hitman: Blood Money                                                                        | IO Interactive                                     | Eidos Interactive                                        | 26. Mai 2006          | —                | 30. Mai 2006     |
| Hitman: Contracts                                                                          | IO Interactive                                     | Eidos Interactive                                        | 30. Apr. 2004         | 14. Okt. 2004    | 20. Apr. 2004    |
| Hitman 2: Silent Assassin                                                                  | IO Interactive                                     | Eidos Interactive                                        | 4. Okt. 2002          | 3. Juli 2003     | 30. Sep. 2002    |
| Der Hobbit                                                                                 | Inevitable Entertainment                           | Vivendi Universal Games                                  | 28. Nov. 2003         | —                | 11. Nov. 2003    |
| Hot Wheels: Stunt Track Challenge                                                          | Climax                                             | THQ                                                      | 26. Nov. 2004         | —                | 10. Nov. 2004    |
| The House of the Dead III                                                                  | Wow Entertainment                                  | Sega                                                     | 14. März 2003         | 30. Jan. 2003    | 24. Okt. 2002    |
| Hulk                                                                                       | Radical Entertainment                              | Vivendi Universal Games                                  | 13. Juni 2003         | —                | 28. Mai 2003     |
| Hummer Badlands                                                                            | Eutechnyx                                          | 2K Games                                                 | —                     | —                | 14. Apr. 2006    |
| Hunter: The Reckoning                                                                      | High Voltage Software                              | Interplay Entertainment                                  | 5. Juli 2002          | —                | 21. Mai 2002     |
| Hunter: The Reckoning: Redeemer                                                            | High Voltage Software                              | Vivendi Universal Games                                  | 21. Nov. 2003         | 22. Jan. 2003    | 28. Okt. 2003    |
| The Hustle: Detroit Streets                                                                | Blade Interactive                                  | Activision Value                                         | —                     | —                | 26. Apr. 2006    |
| I-Ninja                                                                                    | Argonaut Games                                     | Namco                                                    | —                     | —                | 4. Dez. 2003     |
| Ice Age 2: The Meltdown                                                                    | Eurocom                                            | Vivendi Universal Games                                  | 31. März 2006         | —                | 14. März 2006    |
| IHRA Drag Racing 2004                                                                      | Bethesda Softworks                                 | Bethesda Softworks                                       | —                     | —                | 1. Dez. 2003     |
| IHRA Drag Racing: Sportsman Edition                                                        | Bethesda Softworks                                 | Bethesda Softworks                                       | —                     | —                | 28. Juni 2006    |
| IHRA Professional Drag Racing 2005                                                         | Bethesda Softworks                                 | Bethesda Softworks                                       | —                     | —                | 8. Nov. 2004     |
| Innocent Tears                                                                             | Global A Entertainment                             | Kobi                                                     | —                     | 5. Dez. 2002     | —                |
| The Incredible Hulk: Ultimate Destruction                                                  | Radical Entertainment                              | Vivendi Universal Games                                  | 9. Sep. 2005          | —                | 23. Aug. 2005    |
| The Incredibles                                                                            | Heavy Iron Studios                                 | THQ                                                      | 5. Nov. 2004          | 2. Dez. 2004     | 31. Okt. 2004    |
| The Incredibles: Rise of the Underminer                                                    | Heavy Iron Studios                                 | THQ                                                      | 11. Nov. 2005         | —                | 1. Nov. 2005     |
| Indiana Jones und die Legenden der Kaisergruft                                             | The Collective                                     | LucasArts                                                | 28. März 2003         | —                | 24. Feb. 2003    |
| Indigo Prophecy Fahrenheit (PAL)                                                           | Quantic Dream                                      | Atari                                                    | 16. Sep. 2005         | —                | 20. Sep. 2005    |
| IndyCar Series                                                                             | Codemasters                                        | Codemasters                                              | 20. Juni 2003         | —                | 26. Juni 2003    |
| IndyCar Series 2005                                                                        | Codemasters                                        | Codemasters                                              | 25. Juni 2004         | —                | 22. Juni 2004    |
| Inside Pitch 2003                                                                          | Microsoft Game Studios                             | Microsoft Game Studios                                   | —                     | 23. Okt. 2003    | 20. Mai 2003     |
| The Italian Job                                                                            | Climax Group                                       | Eidos Interactive                                        | 12. Sep. 2003         | —                | 25. Juni 2003    |
| Intellivision Lives!                                                                       | Realtime Associates                                | Crave Entertainment                                      | —                     | —                | 2. Feb. 2004     |
| International Superstar Soccer 2                                                           | KCEO                                               | Konami                                                   | 3. Mai 2002           | —                | —                |
| Iron Phoenix                                                                               | InterServ International                            | Sega                                                     | 19. Okt. 2004         | —                | 25. März 2003    |
| Jacked                                                                                     | Sproing                                            | Empire Interactive                                       | 10. Feb. 2006         | —                | —                |
| Jade Empire                                                                                | BioWare                                            | Microsoft Game Studios                                   | 22. Apr. 2005         | 16. Juni 2005    | 12. Apr. 2005    |
| James Bond 007: Agent im Kreuzfeuer                                                        | EA Redwood Shores, EA Canada, Savage Entertainment | EA Games                                                 | 14. Juni 2002         | —                | 26. März 2002    |
| James Bond 007: Alles oder Nichts                                                          | EA Redwood Shores, EA Canada                       | EA Games                                                 | 26. Feb. 2004         | —                | 17. Feb. 2004    |
| James Bond 007: Liebesgrüße aus Moskau                                                     | EA Redwood Shores                                  | Electronic Arts                                          | 17. Nov. 2005         | —                | 1. Nov. 2005     |
| James Bond 007: Nightfire                                                                  | Eurocom                                            | EA Games                                                 | 29. Nov. 2003         | —                | 18. Nov. 2002    |
| James Cameron’s Dark Angel                                                                 | Radical Entertainment                              | Vivendi Universal Games                                  | 19. Nov. 2002         | —                | 20. Nov. 2002    |
| Jaws Unleashed                                                                             | Appaloosa Interactive                              | Majesco Entertainment                                    | 20. Okt. 2006         | —                | 23. Mai 2006     |
| Jet Set Radio Future                                                                       | Smilebit                                           | Sega                                                     | 14. März 2002         | 22. Feb. 2002    | 25. Feb. 2002    |
| Jikkyou World Soccer 2002                                                                  | Konami                                             | Konami                                                   | —                     | 23. Mai 2002     | —                |
| Jockey’s Road                                                                              | Progress Software                                  | Microsoft Game Studios                                   | —                     | 10. Okt. 2002    | —                |
| Judge Dredd: Dredd Vs. Death                                                               | Rebellion Developments                             | Evolved Games                                            | 17. Okt. 2003         | —                | 3. März 2005     |
| Juiced                                                                                     | Juice Games                                        | THQ                                                      | 17. Juni 2005         | —                | 13. Juni 2005    |
| Jurassic Park: Operation Genesis                                                           | Blue Tongue                                        | Vivendi Universal Games Konami                           | 28. März 2003         | —                | 26. März 2003    |
| Just Cause                                                                                 | Avalanche Studios                                  | Eidos Interactive                                        | 22. Sep. 2006         | —                | 27. Sep. 2006    |
| Justice League Heroes                                                                      | Snowblind Studios                                  | Eidos Interactive                                        | 6. Okt. 2006          | —                | 17. Okt. 2006    |
| Kabuki Warriors Zan Kabuki (JP)                                                            | Bergsala Lightweight                               | Crave Entertainment                                      | —                     | 28. Feb. 2002    | 19. Nov. 2001    |
| Kakuto Chojin                                                                              | Dream Publishing                                   | Microsoft Game Studios                                   | 7. Jan. 2003          | 1. Jan. 2003     | 11. Nov. 2002    |
| Kao the Kangaroo: Round 2                                                                  | Tate Interactive                                   | JoWooD Productions Atari                                 | 15. Apr. 2005         | —                | 21. März 2006    |
| Karaoke Revolution                                                                         | Harmonix Music                                     | Konami                                                   | —                     | —                | 10. Nov. 2004    |
| Karaoke Revolution Party                                                                   | Harmonix Music                                     | Konami                                                   | —                     | —                | 8. Nov. 2005     |
| Kelly Slater’s Pro Surfer                                                                  | Treyarch                                           | Activision                                               | 18. Okt. 2002         | —                | 16. Sep. 2002    |
| Kikou Heidan J-Phoenix +                                                                   | Takara                                             | Takara                                                   | —                     | 5. Dez. 2002     | —                |
| Kill Switch                                                                                | Namco                                              | Namco                                                    | 2. Feb. 2004          | —                | 28. Okt. 2003    |
| King Arthur                                                                                | Krome Studios                                      | Konami                                                   | 11. Feb. 2005         | —                | 16. Nov. 2004    |
| Kingdom Under Fire: Heroes                                                                 | Blueside, Phantagram                               | Microsoft Game Studios                                   | 7. Okt. 2005          | —                | 20. Sep. 2005    |
| Kingdom Under Fire: The Crusaders                                                          | Phantagram                                         | Microsoft Game Studios                                   | 29. Okt. 2004         | 27. Jan. 2005    | 12. Okt. 2004    |
| The King of Fighters 2002                                                                  | Eolith                                             | Eolith                                                   | 24. März 2005         | 18. März 2005    | —                |
| The King of Fighters 2003                                                                  | Eolith                                             | Eolith                                                   | 6. Okt. 2005          | 25. Aug. 2005    | —                |
| The King of Fighters Neowave                                                               | SNK Playmore                                       | SNK Playmore                                             | —                     | 30. März 2006    | 18. Apr. 2006    |
| Knight’s Apprentice: Memorick’s Adventures                                                 | Microids                                           | XS Games                                                 | 15. Juni 2004         | —                | 9. Juni 2004     |
| Knights of the Temple: Infernal Crusade                                                    | Starbreeze Studios                                 | TDK Mediactive                                           | 8. Apr. 2004          | —                | —                |
| Knights of the Temple II                                                                   | Cauldron                                           | Playlogic Entertainment, TDK Mediactive                  | 24. Nov. 2005         | —                | —                |
| Knockout Kings 2002                                                                        | Black Ops Entertainment                            | EA Sports                                                | 3. Mai 2002           | 4. Apr. 2002     | 4. März 2002     |
| KOF: Maximum Impact                                                                        | SNK Playmore                                       | SNK Playmore                                             | 4. März 2005          | 12. Aug. 2004    | 12. Okt. 2004    |
| Kung Fu Chaos                                                                              | Just Add Monsters                                  | Microsoft Game Studios                                   | 11. Apr. 2003         | 29. Mai 2003     | 24. Feb. 2003    |
| L.A. Rush                                                                                  | Midway Games                                       | Midway Games                                             | 21. Okt. 2005         | —                | 10. Okt. 2005    |
| Land of the Dead: Road to Fiddler’s Green                                                  | Brainbox Games                                     | Groove Games                                             | —                     | —                | 18. Okt. 2005    |
| Largo Winch: Empire Under Threat                                                           | Dupuis                                             | Ubi Soft                                                 | 19. Sep. 2002         | —                | —                |
| Legacy of Kain: Defiance                                                                   | Crystal Dynamics                                   | Eidos Interactive                                        | 18. Nov. 2003         | —                | 2. Feb. 2004     |
| The Legend of Spyro: A New Beginning                                                       | Krome Studios                                      | Vivendi Games                                            | 27. Okt. 2006         | —                | 10. Okt. 2006    |
| Legends of Wrestling                                                                       | Acclaim Studios Salt Lake City                     | Acclaim Entertainment                                    | 7. Juni 2002          | —                | 27. Mai 2002     |
| Legends of Wrestling II                                                                    | Acclaim Studios Salt Lake City                     | Acclaim Entertainment                                    | 7. Feb. 2003          | —                | 5. Dez. 2002     |
| Lego Star Wars                                                                             | Traveller’s Tales                                  | Eidos Interactive Giant Interactive Entertainment        | 22. Apr. 2005         | —                | 5. Apr. 2005     |
| Lego Star Wars II: Die klassische Trilogie                                                 | Traveller’s Tales                                  | LucasArts                                                | 12. Sep. 2006         | —                | 28. Sep. 2006    |
| Leisure Suit Larry: Magna Cum Laude                                                        | High Voltage Software                              | Vivendi Universal Games                                  | 5. Nov. 2004          | —                | 5. Okt. 2004     |
| Lemony Snicket’s A Series of Unfortunate Events                                            | Adrenium Games                                     | Activision                                               | 26. Nov. 2004         | —                | 10. Nov. 2004    |
| Links 2004                                                                                 | Indie Built                                        | Microsoft Game Studios                                   | 28. Nov. 2003         | 25. März 2004    | 1. Nov. 2003     |
| LMA Manager 2003                                                                           | Codemasters                                        | Codemasters                                              | 15. Nov. 2002         | —                | —                |
| LMA Manager 2004                                                                           | Codemasters                                        | Codemasters                                              | 12. März 2004         | —                | —                |
| LMA Manager 2005                                                                           | Codemasters                                        | Codemasters                                              | 31. Okt. 2004         | —                | —                |
| LMA Manager 2006                                                                           | Codemasters                                        | Codemasters                                              | 18. Nov. 2005         | —                | —                |
| Loons: The Fight for Fame                                                                  | Warthog Games                                      | Infogrames                                               | 27. Sep. 2002         | —                | 15. Sep. 2002    |
| Lotus Challenge                                                                            | Kuju Entertainment                                 | Ignition Entertainment                                   | 12. Feb. 2003         | —                | 28. Juli 2004    |
| Mace Griffin: Bounty Hunter                                                                | Warthog Games                                      | Vivendi Universal Games                                  | 26. Sep. 2003         | —                | 20. Juni 2003    |
| Mad Dash Racing                                                                            | Crystal Dynamics                                   | Eidos Interactive                                        | 14. März 2002         | 30. Mai 2002     | 15. Nov. 2001    |
| Madagascar                                                                                 | Toys for Bob                                       | Activision                                               | 30. Juni 2005         | —                | 24. Mai 2005     |
| Madden NFL 06                                                                              | EA Tiburon                                         | EA Sports                                                | 16. Sep. 2005         | —                | 8. Aug. 2005     |
| Madden NFL 07                                                                              | EA Tiburon                                         | EA Sports                                                | 25. Aug. 2006         | —                | 22. Aug. 2006    |
| Madden NFL 08                                                                              | EA Tiburon                                         | EA Sports                                                | —                     | —                | 14. Aug. 2007    |
| Madden NFL 09                                                                              | EA Tiburon                                         | EA Sports                                                | —                     | —                | 12. Aug. 2008    |
| Madden NFL 2002                                                                            | EA Tiburon                                         | EA Sports                                                | —                     | —                | 15. Nov. 2001    |
| Madden NFL 2003                                                                            | EA Tiburon                                         | EA Sports                                                | 27. Sep. 2002         | —                | 12. Aug. 2002    |
| Madden NFL 2004                                                                            | EA Tiburon                                         | EA Sports                                                | 12. Sep. 2003         | —                | 12. Aug. 2003    |
| Madden NFL 2005                                                                            | EA Tiburon                                         | EA Sports                                                | 17. Sep. 2004         | —                | 9. Aug. 2004     |
| Mafia: The City of Lost Heaven                                                             | Illusion Softworks                                 | Gathering of Developers                                  | 8. Apr. 2004          | —                | 13. März 2004    |
| Magatama                                                                                   | Microsoft Game Studios Japan                       | Microsoft Game Studios                                   | —                     | 20. Nov. 2003    | —                |
| Magic the Gathering: Battlegrounds                                                         | Secret Level                                       | Atari                                                    | 21. Nov. 2003         | 22. Juli 2004    | 18. Nov. 2003    |
| Magi Death Fight: Mahou Gakuen                                                             |                                                    |                                                          | —                     | 4. Juni 2002     | —                |
| Major League Baseball 2K5                                                                  | Kush Games                                         | 2K Games                                                 | —                     | —                | 23. Feb. 2005    |
| Major League Baseball 2K5: World Series Edition                                            | Kush Games                                         | 2K Games                                                 | —                     | —                | 18. Okt. 2005    |
| Major League Baseball 2K6                                                                  | Kush Games                                         | 2K Games                                                 | —                     | —                | 3. Apr. 2006     |
| Major League Baseball 2K7                                                                  | Kush Games                                         | 2K Games                                                 | —                     | —                | 27. Feb. 2007    |
| Malice                                                                                     | Argonaut Games                                     | Mud Duck Productions                                     | 6. Aug. 2004          | —                | 2. Juni 2004     |
| Manchester United Manager 2005                                                             | Codemasters                                        | Codemasters                                              | 22. Okt. 2004         | —                | —                |
| Manhunt                                                                                    | Rockstar North                                     | Rockstar Games                                           | 23. Apr. 2004         | —                | 20. Apr. 2004    |
| Marc Ecko’s Getting Up: Contents Under Pressure                                            | The Collective                                     | Atari                                                    | 24. Feb. 2006         | —                | 14. Feb. 2006    |
| Marvel: Ultimate Alliance                                                                  | Raven Software                                     | Activision                                               | 27. Okt. 2006         | —                | 24. Okt. 2006    |
| Marvel Nemesis: Rise of the Imperfects                                                     | Nihilistic Software                                | Electronic Arts                                          | 14. Okt. 2005         | —                | 20. Sep. 2005    |
| Marvel vs. Capcom 2                                                                        | Capcom                                             | Capcom                                                   | 29. Nov. 2002         | 19. Sep. 2002    | 30. März 2003    |
| Mashed: Drive to Survive                                                                   | Supersonic Software                                | Empire Interactive                                       | 18. Juni 2004         | —                | —                |
| Mashed: Fully Loaded                                                                       | Supersonic Software                                | Empire Interactive                                       | 24. März 2005         | —                | —                |
| Mat Hoffman’s Pro BMX 2                                                                    | Rainbow Studios                                    | Activision O2                                            | 4. Okt. 2002          | —                | 12. Aug. 2002    |
| The Matrix: Path of Neo                                                                    | Shiny Entertainment                                | Atari                                                    | 11. Nov. 2005         | —                | 7. Nov. 2005     |
| Max Payne                                                                                  | Remedy Entertainment, Rockstar Vienna              | Rockstar Games                                           | 14. März 2002         | —                | 12. Dez. 2001    |
| Max Payne 2: The Fall of Max Payne                                                         | Remedy Entertainment, Rockstar Vienna              | Rockstar Games                                           | 5. Dez. 2003          | —                | 25. Nov. 2003    |
| Maximum Chase                                                                              | Genki                                              | Majesco Entertainment, Microsoft Game Studios            | —                     | 26. Sep. 2002    | 6. Nov. 2003     |
| MechAssault                                                                                | Day 1 Studios                                      | Microsoft Game Studios                                   | 22. Nov. 2002         | 12. Juni 2003    | 15. Nov. 2002    |
| MechAssault 2: Lone Wolf                                                                   | Day 1 Studios                                      | Microsoft Game Studios                                   | 1. Jan. 2005          | 4. Feb. 2005     | 28. Dez. 2004    |
| Medal of Honor: European Assault                                                           | EA Los Angeles                                     | EA Games                                                 | 17. Juni 2005         | —                | 7. Juni 2005     |
| Medal of Honor: Frontline                                                                  | EA Los Angeles                                     | EA Games                                                 | 6. Dez. 2002          | —                | 10. Nov. 2002    |
| Medal of Honor: Rising Sun                                                                 | EA Los Angeles                                     | EA Games                                                 | 28. Nov. 2003         | —                | 11. Nov. 2003    |
| Mega Man Anniversary Collection                                                            | Atomic Planet, Capcom Production Studio 2          | Capcom                                                   | —                     | —                | 15. März 2005    |
| Melbourne Cup Challenge Frankie Dettori Racing (EUR)                                       | Sidhe Interactive                                  | Home Entertainment Providers                             | 8. Dez. 2006          | —                | —                |
| Men of Valor                                                                               | 2015                                               | Vivendi Universal Games                                  | 5. Nov. 2004          | —                | 19. Okt. 2004    |
| Mercenaries: Playground of Destruction                                                     | Pandemic Studios                                   | LucasArts                                                | 18. Feb. 2005         | —                | 11. Jan. 2005    |
| Metal Arms: Glitch in the System                                                           | Swingin’ Ape Studios                               | Vivendi Universal Games                                  | 5. Dez. 2003          | 20. Mai 2004     | 18. Nov. 2003    |
| Metal Dungeon                                                                              | Panther Software                                   | Xicat Interactive                                        | 15. Dez. 2002         | 28. Feb. 2002    | 6. Dez. 2002     |
| Metal Gear Solid 2: Substance                                                              | Konami                                             | Konami                                                   | 7. März 2003          | —                | 5. Nov. 2002     |
| Metal Slug 3                                                                               | SNK Playmore                                       | SNK Playmore                                             | 12. Nov. 2004         | 24. Juni 2004    | 26. Mai 2004     |
| Metal Slug 4                                                                               | Mega Enterprise                                    | SNK Playmore                                             | 14. Okt. 2005         | 24. Feb. 2005    | —                |
| Metal Slug 5                                                                               | SNK Playmore                                       | SNK Playmore                                             | 10. März 2006         | 25. Juni 2005    | —                |
| Metal Wolf Chaos                                                                           | FromSoftware                                       | FromSoftware                                             | —                     | 22. Dez. 2004    | —                |
| Miami Vice                                                                                 | Davilex Games                                      | Davilex Games                                            | 17. Dez. 2004         | —                | —                |
| Micro Machines                                                                             | Infogrames Sheffield House                         | Infogrames                                               | 8. Nov. 2002          | —                | —                |
| Midnight Club II                                                                           | Rockstar San Diego                                 | Rockstar Games                                           | 30. Juni 2003         | —                | 3. Juni 2003     |
| Midnight Club 3: DUB Edition                                                               | Rockstar San Diego                                 | Rockstar Games                                           | 10. Dez. 2004         | —                | 13. Apr. 2005    |
| Midnight Club 3: DUB Edition Remix                                                         | Rockstar San Diego                                 | Rockstar Games                                           | 17. März 2006         | —                | 12. März 2006    |
| Midtown Madness 3                                                                          | Digital Illusions CE                               | Microsoft Game Studios                                   | 27. Juni 2003         | 7. Aug. 2003     | 17. Juni 2003    |
| Midway Arcade Treasures                                                                    | Digital Eclipse Software                           | Midway Games                                             | 6. Feb. 2004          | —                | 24. Nov. 2003    |
| Midway Arcade Treasures 2                                                                  | Digital Eclipse Software                           | Midway Games                                             | 29. Okt. 2004         | —                | 11. Okt. 2004    |
| Midway Arcade Treasures 3                                                                  | Midway Games                                       | Midway Games                                             | 14. Okt. 2005         | —                | 26. Sep. 2005    |
| Mike Tyson Heavyweight Boxing                                                              | Atomic Planet                                      | Codemasters                                              | 5. Juli 2002          | —                | 17. Juli 2002    |
| Minority Report: Everybody Runs                                                            | Treyarch                                           | Activision                                               | 6. Nov. 2002          | —                | 18. Nov. 2002    |
| Mission Impossible: Operation Surma                                                        | Paradigm Entertainment                             | Atari                                                    | 5. Dez. 2003          | —                | 2. Dez. 2003     |
| MLB Slugfest 2003                                                                          | Midway Games                                       | Midway Games                                             | —                     | —                | 26. Aug. 2002    |
| MLB Slugfest 2004                                                                          | Midway Games                                       | Midway Games                                             | —                     | —                | 17. März 2003    |
| MLB Slugfest 2006                                                                          | Midway Games                                       | Midway Games                                             | —                     | —                | 5. Juni 2006     |
| MLB Slugfest: Loaded                                                                       | Midway Games                                       | Midway Games                                             | —                     | —                | 21. Juni 2004    |
| Mojo!                                                                                      | Farsight Technologies                              | Crave Entertainment                                      | 26. März 2004         | —                | 26. Aug. 2003    |
| Monopoly Party                                                                             | Runecraft                                          | Infogrames                                               | 29. Nov. 2002         | —                | 29. Okt. 2002    |
| Monster 4x4: World Circuit                                                                 | Ubisoft                                            | Ubisoft                                                  | —                     | —                | 23. März 2006    |
| Monster Garage                                                                             | Impulse Games                                      | Activision                                               | —                     | —                | 3. Nov. 2004     |
| Mortal Kombat: Armageddon                                                                  | Midway Games                                       | Midway Games                                             | —                     | —                | 17. Okt. 2006    |
| Mortal Kombat: Deadly Alliance                                                             | Midway Games                                       | Midway Games                                             | 14. Feb. 2003         | —                | 18. Nov. 2002    |
| Mortal Kombat: Deception                                                                   | Midway Games                                       | Midway Games                                             | 19. Nov. 2004         | —                | 4. Okt. 2004     |
| Mortal Kombat: Shaolin Monks                                                               | Midway L.A.                                        | Midway Games                                             | 30. Sep. 2005         | —                | 16. Sep. 2005    |
| Motocross Mania 3                                                                          | Deibus Studios                                     | 2K Games, Global Star Software                           | 22. Apr. 2005         | —                | 27. Apr. 2005    |
| MotoGP                                                                                     | Climax Studios                                     | THQ                                                      | 24. Mai 2002          | —                | 19. Mai 2002     |
| MotoGP 2 MotoGP URT 2 Online Challenge (JP)                                                | Climax Studios                                     | THQ                                                      | 29. Mai 2003          | 17. Juli 2003    | 21. Mai 2003     |
| MotoGP 3                                                                                   | Climax Studios                                     | THQ                                                      | 9. Sep. 2005          | —                | 30. Aug. 2005    |
| MTV Music Generator 3: This is the Remix                                                   | Mixmax                                             | Codemasters                                              | 24. Juni 2004         | —                | 22. Juni 2004    |
| MTX: Mototrax                                                                              | Left Field Productions                             | Activision                                               | 26. März 2004         | —                | 2. März 2004     |
| Murakumo: Renegade Mech Pursuit                                                            | FromSoftware                                       | FromSoftware, Ubi Soft                                   | —                     | 25. Juli 2002    | 5. März 2003     |
| Muzzle Flash                                                                               | Beyond Interactive                                 | Victor Interactive Software                              | —                     | 27. Feb. 2003    | —                |
| MVP 06: NCAA Baseball                                                                      | EA Canada                                          | EA Sports                                                | —                     | —                | 18. Jan. 2006    |
| MVP Baseball 2003                                                                          | EA Canada                                          | EA Sports                                                | —                     | —                | 10. März 2003    |
| MVP Baseball 2004                                                                          | EA Canada                                          | EA Sports                                                | —                     | —                | 9. März 2004     |
| MVP Baseball 2005                                                                          | EA Canada                                          | EA Sports                                                | —                     | —                | 22. Feb. 2005    |
| MX 2002 featuring Ricky Carmichael                                                         | Pacific Coast Power & Light                        | THQ                                                      | 26. Apr. 2002         | —                | 3. Dez. 2001     |
| MX Superfly                                                                                | Pacific Coast Power & Light                        | THQ                                                      | 21. März 2003         | —                | 20. Nov. 2002    |
| MX Unleashed                                                                               | Rainbow Studios                                    | THQ                                                      | 26. März 2004         | —                | 17. Feb. 2004    |
| MX vs. ATV Unleashed                                                                       | Rainbow Studios                                    | THQ                                                      | 24. Juni 2005         | —                | 24. März 2005    |
| MX World Tour Featuring Jamie Little                                                       | Impulse Games                                      | Crave Entertainment                                      | —                     | —                | 6. Apr. 2005     |
| Myst III: Exile                                                                            | Presto Studios                                     | Ubi Soft                                                 | 4. Okt. 2002          | 2. Mai 2002      | 17. Sep. 2002    |
| Myst IV: Revelation                                                                        | Ubisoft Montreal                                   | Ubisoft                                                  | —                     | —                | 20. März 2005    |
| N.U.D.E.@ Natural Ultimate Digital Experiment                                              | RED Entertainment                                  | Microsoft Game Studios                                   | —                     | 24. Apr. 2003    | —                |
| Nakajima Tetsuya no Othello Seminar                                                        | Success                                            | Success                                                  | —                     | 13. Juni 2002    | —                |
| Namco Museum                                                                               | Mass Media Inc.                                    | Namco                                                    | —                     | —                | 9. Okt. 2002     |
| Namco Museum 50th Anniversary                                                              | Namco                                              | Namco                                                    | 11. Nov. 2005         | —                | 30. Aug. 2005    |
| Narc                                                                                       | Point of View                                      | Midway Games                                             | 20. Mai 2005          | —                | 19. Mai 2005     |
| NASCAR 06: Total Team Control                                                              | EA Tiburon                                         | EA Sports                                                | 21. Okt. 2005         | —                | 30. Aug. 2005    |
| NASCAR 07                                                                                  | EA Tiburon                                         | EA Sports                                                | —                     | —                | 6. Sep. 2006     |
| NASCAR 2005: Chase for the Cup                                                             | EA Tiburon                                         | EA Sports                                                | —                     | —                | 31. Aug. 2004    |
| NASCAR Heat 2002                                                                           | Monster Games                                      | Infogrames                                               | —                     | —                | 15. Nov. 2001    |
| NASCAR Thunder 2002                                                                        | EA Tiburon                                         | EA Sports                                                | —                     | —                | 15. Nov. 2001    |
| NASCAR Thunder 2003                                                                        | EA Sports                                          | EA Sports                                                | —                     | —                | 19. Sep. 2002    |
| NASCAR Thunder 2004                                                                        | EA Tiburon                                         | EA Sports                                                | —                     | —                | 16. Sep. 2003    |
| NBA 2K2                                                                                    | Visual Concepts                                    | Sega                                                     | —                     | —                | 26. Feb. 2002    |
| NBA 2K3                                                                                    | Visual Concepts                                    | Sega                                                     | 20. Dez. 2002         | —                | 9. Okt. 2002     |
| NBA 2K6                                                                                    | Visual Concepts                                    | 2K Sports                                                | 10. März 2006         | —                | 26. Sep. 2005    |
| NBA 2K7                                                                                    | Visual Concepts, Kush Games                        | 2K Sports                                                | 3. Nov. 2006          | —                | 25. Sep. 2006    |
| NBA Ballers                                                                                | Midway Games                                       | Midway Games                                             | —                     | —                | 5. Apr. 2004     |
| NBA Ballers: Phenom                                                                        | Midway Games                                       | Midway Games                                             | —                     | —                | 29. März 2006    |
| NBA Inside Drive 2002                                                                      | High Voltage Software                              | Microsoft Game Studios                                   | 15. Mai 2002          | —                | 21. Jan. 2002    |
| NBA Inside Drive 2003                                                                      | High Voltage Software                              | Microsoft Game Studios                                   | 6. Dez. 2002          | —                | 31. Okt. 2002    |
| NBA Inside Drive 2004                                                                      | High Voltage Software                              | Microsoft Game Studios                                   | 28. Nov. 2003         | 22. Jan. 2004    | 18. Nov. 2003    |
| NBA Jam                                                                                    | Acclaim Studios Austin                             | Acclaim Entertainment                                    | 13. Nov. 2003         | —                | 23. Sep. 2003    |
| NBA Live 06                                                                                | EA Canada                                          | EA Sports                                                | 28. Okt. 2005         | —                | 26. Sep. 2005    |
| NBA Live 07                                                                                | EA Canada                                          | EA Sports                                                | 6. Okt. 2006          | —                | 25. Sep. 2006    |
| NBA Live 2002                                                                              | EA Canada                                          | EA Sports                                                | 14. März 2002         | 7. März 2002     | 15. Nov. 2001    |
| NBA Live 2003                                                                              | EA Canada                                          | EA Sports                                                | 7. Feb. 2003          | —                | 8. Okt. 2002     |
| NBA Live 2004                                                                              | EA Canada                                          | EA Sports                                                | 23. Okt. 2003         | —                | 14. Okt. 2003    |
| NBA Live 2005                                                                              | EA Canada                                          | EA Sports                                                | 29. Sep. 2004         | —                | 28. Sep. 2004    |
| NBA Starting Five                                                                          | Konami                                             | Konami                                                   | —                     | —                | 28. Okt. 2002    |
| NBA Street V3                                                                              | EA Canada                                          | EA Sports BIG                                            | 18. Feb. 2005         | —                | 8. Feb. 2005     |
| NBA Street Vol. 2                                                                          | EA Canada, NuFX                                    | EA Sports BIG                                            | 2. Mai 2003           | —                | 28. Apr. 2003    |
| NCAA College Basketball 2K3                                                                | Kush Games, Visual Concepts                        | Sega                                                     | —                     | —                | 2. Dez. 2002     |
| NCAA College Football 2K3                                                                  | Avalanche Software                                 | Sega                                                     | —                     | —                | 13. Aug. 2002    |
| NCAA Football 06                                                                           | EA Tiburon                                         | EA Sports                                                | —                     | —                | 11. Juli 2005    |
| NCAA Football 07                                                                           | EA Tiburon                                         | EA Sports                                                | —                     | —                | 18. Juli 2006    |
| NCAA Football 08                                                                           | EA Tiburon                                         | EA Sports                                                | —                     | —                | 17. Juli 2007    |
| NCAA Football 2003                                                                         | EA Tiburon                                         | EA Sports                                                | —                     | —                | 23. Juli 2002    |
| NCAA Football 2004                                                                         | EA Tiburon                                         | EA Sports                                                | —                     | —                | 16. Juli 2003    |
| NCAA Football 2005                                                                         | EA Tiburon                                         | EA Sports                                                | —                     | —                | 15. Juli 2004    |
| NCAA March Madness 06                                                                      | EA Canada                                          | EA Sports                                                | —                     | —                | 11. Okt. 2005    |
| NCAA March Madness 2004                                                                    | EA Sports                                          | EA Sports                                                | —                     | —                | 17. Nov. 2003    |
| NCAA March Madness 2005                                                                    | EA Canada                                          | EA Sports                                                | —                     | —                | 17. Nov. 2004    |
| Need for Speed: Carbon                                                                     | EA Canada                                          | Electronic Arts                                          | 10. Nov. 2006         | —                | 31. Okt. 2006    |
| Need for Speed: Hot Pursuit 2                                                              | EA Seattle                                         | EA Games                                                 | 25. Okt. 2002         | —                | 1. Okt. 2002     |
| Need for Speed: Most Wanted                                                                | EA Canada, EA Black Box                            | Electronic Arts                                          | 25. Nov. 2005         | —                | 15. Nov. 2005    |
| Need for Speed: Underground                                                                | EA Black Box                                       | EA Games                                                 | 21. Nov. 2003         | —                | 17. Nov. 2003    |
| Need for Speed: Underground 2                                                              | EA Black Box                                       | EA Games                                                 | 19. Nov. 2004         | —                | 15. Nov. 2004    |
| Neighbours from Hell                                                                       | JoWooD Vienna                                      | JoWooD Productions                                       | 4. März 2005          | —                | —                |
| New Legends                                                                                | Infinite Machine                                   | THQ                                                      | 17. Mai 2002          | —                | 17. Feb. 2002    |
| NFL 2K2                                                                                    | Visual Concepts                                    | Sega                                                     | —                     | —                | 9. Jan. 2002     |
| NFL 2K3                                                                                    | Visual Concepts                                    | Sega                                                     | 20. Dez. 2002         | —                | 12. Aug. 2002    |
| NFL Blitz 20-02                                                                            | Point of View, Inc.                                | Midway Games                                             | —                     | —                | 18. März 2002    |
| NFL Blitz 2003                                                                             | Point of View, Inc.                                | Midway Games                                             | —                     | —                | 12. Aug. 2002    |
| NFL Blitz Pro                                                                              | Midway Games                                       | Midway Games                                             | —                     | —                | 4. Nov. 2003     |
| NFL Fever 2002                                                                             | Microsoft Game Studios                             | Microsoft Game Studios                                   | —                     | —                | 15. Nov. 2001    |
| NFL Fever 2003                                                                             | Microsoft Game Studios                             | Microsoft Game Studios                                   | 1. Nov. 2002          | —                | 5. Aug. 2002     |
| NFL Fever 2004                                                                             | Microsoft Game Studios                             | Microsoft Game Studios                                   | 23. Okt. 2003         | 19. Sep. 2003    | 27. Aug. 2003    |
| NFL Head Coach                                                                             | EA Tiburon                                         | EA Sports                                                | —                     | —                | 20. Juni 2006    |
| NFL Street                                                                                 | EA Tiburon                                         | EA Sports BIG                                            | 30. Jan. 2004         | —                | 13. Jan. 2004    |
| NFL Street 2                                                                               | EA Tiburon                                         | EA Sports BIG                                            | 28. Jan. 2005         | —                | 22. Dez. 2004    |
| NHL 06                                                                                     | EA Canada                                          | EA Sports                                                | 23. Sep. 2005         | —                | 6. Sep. 2005     |
| NHL 07                                                                                     | EA Montreal                                        | EA Sports                                                | 22. Sep. 2006         | —                | 12. Sep. 2006    |
| NHL 2002                                                                                   | EA Canada                                          | EA Sports                                                | 14. März 2002         | —                | 10. Dez. 2001    |
| NHL 2003                                                                                   | EA Canada                                          | EA Sports                                                | 25. Okt. 2002         | —                | 9. Okt. 2002     |
| NHL 2004                                                                                   | EA Black Box                                       | EA Sports                                                | 3. Okt. 2003          | —                | 22. Sep. 2003    |
| NHL 2005                                                                                   | EA Black Box                                       | EA Sports                                                | 24. Sep. 2004         | —                | 20. Sep. 2004    |
| NHL 2K3                                                                                    | Treyarch                                           | Sega                                                     | 28. März 2003         | —                | 19. Nov. 2002    |
| NHL 2K6                                                                                    | Kush Games                                         | 2K Sports                                                | 10. März 2006         | —                | 6. Sep. 2005     |
| NHL 2K7                                                                                    | 2K Sports                                          | 2K Sports                                                | 6. Okt. 2006          | —                | 12. Sep. 2006    |
| NHL Hitz 20-02                                                                             | Black Box Games                                    | Midway Games                                             | 14. März 2002         | —                | 15. Nov. 2001    |
| NHL Hitz 20-03                                                                             | Midway Games                                       | Midway Games                                             | 1. Nov. 2002          | —                | 16. Sep. 2002    |
| NHL Hitz Pro                                                                               | Next Level Games                                   | Midway Games                                             | 14. Nov. 2003         | —                | 25. Sep. 2003    |
| NHL Rivals 2004                                                                            | Microsoft Game Studios                             | Microsoft Game Studios                                   | 27. Dez. 2003         | —                | 18. Nov. 2003    |
| Nickelodeon Party Blast                                                                    | Data Design Interactive                            | Infogrames                                               | 6. Dez. 2002          | —                | 30. Okt. 2002    |
| NightCaster: Defeat the Darkness                                                           | VR-1                                               | Microsoft Game Studios                                   | 28. Mai 2002          | —                | 26. Dez. 2001    |
| NightCaster II: Equinox                                                                    | Jaleco                                             | Jaleco                                                   | 6. Juni 2003          | —                | 10. Dez. 2002    |
| Ninja Gaiden                                                                               | Team Ninja                                         | Tecmo                                                    | 14. Mai 2004          | 11. März 2004    | 2. März 2004     |
| Ninja Gaiden Black                                                                         | Team Ninja                                         | Microsoft Game Studios                                   | 21. Okt. 2005         | 29. Sep. 2005    | 20. Sep. 2005    |
| Nobunaga no Yabou: Ranseiki                                                                | Koei                                               | Koei                                                     | —                     | 22. Feb. 2002    | —                |
| ObsCure                                                                                    | Hydravision Entertainment                          | DreamCatcher Interactive                                 | 1. Okt. 2004          | —                | 6. Apr. 2005     |
| Oddworld: Munch’s Oddysee                                                                  | Oddworld Inhabitants                               | Infogrames                                               | 14. März 2002         | —                | 15. Nov. 2001    |
| Oddworld: Strangers Vergeltung                                                             | Oddworld Inhabitants                               | EA Games                                                 | 3. März 2005          | —                | 25. Jan. 2005    |
| Open Season                                                                                | Ubisoft                                            | Ubisoft                                                  | 6. Okt. 2006          | —                | 19. Sep. 2006    |
| Operation Flashpoint: Elite                                                                | Bohemia Interactive                                | Codemasters                                              | 28. Okt. 2005         | —                | 8. Nov. 2005     |
| Otogi: Myth of Demons                                                                      | FromSoftware                                       | Sega                                                     | 5. Sep. 2003          | 12. Dez. 2002    | 27. Aug. 2003    |
| Otogi 2: Immortal Warriors                                                                 | FromSoftware                                       | Sega                                                     | 11. Feb. 2004         | 25. Dez. 2003    | 19. Okt. 2004    |
| Outlaw Golf                                                                                | Hypnotix                                           | Simon & Schuster                                         | 29. Nov. 2002         | 23. Okt. 2003    | 11. Juni 2002    |
| Outlaw Golf 2                                                                              | Hypnotix                                           | Global Star Software                                     | 28. Jan. 2005         | —                | 21. Okt. 2004    |
| Outlaw Golf: 9 More Holes of X-Mas                                                         | Hypnotix                                           | Simon & Schuster                                         | —                     | —                | 15. Nov. 2003    |
| Outlaw Golf: Holiday Golf (9 Holes of X-Mas)                                               | Simon & Schuster                                   | Simon & Schuster                                         | —                     | —                | 13. Dez. 2002    |
| Outlaw Tennis                                                                              | Hypnotix                                           | Global Star Software                                     | 29. Juli 2005         | —                | 26. Juli 2005    |
| Outlaw Volleyball                                                                          | Hypnotix                                           | Simon & Schuster                                         | 7. Nov. 2003          | 23. Okt. 2003    | 9. Juli 2003     |
| Outlaw Volleyball: Red Hot                                                                 | Hypnotix                                           | Simon & Schuster                                         | —                     | —                | 1. Okt. 2003     |
| OutRun 2                                                                                   | Sumo Digital                                       | Microsoft Game Studios                                   | 1. Okt. 2004          | 27. Jan. 2005    | 25. Okt. 2004    |
| OutRun 2006: Coast 2 Coast                                                                 | Sumo Digital                                       | Sega                                                     | 31. März 2006         | —                | 17. März 2006    |
| Pac-Man World 2                                                                            | Namco                                              | Namco                                                    | 15. Okt. 2002         | —                | 15. Okt. 2002    |
| Pac-Man World 3                                                                            | Blitz Games                                        | Namco Electronic Arts                                    | 5. Mai 2006           | —                | 17. Nov. 2005    |
| Painkiller: Hell Wars                                                                      | People Can Fly                                     | DreamCatcher Interactive                                 | 7. Juli 2006          | —                | 24. Juli 2006    |
| Panzer Dragoon Orta                                                                        | Smilebit                                           | Sega                                                     | 21. Apr. 2003         | 19. Dez. 2002    | 14. Jan. 2003    |
| Panzer Elite Action: Fields of Glory                                                       | ZootFly                                            | JoWooD Productions                                       | 2. Juni 2006          | —                | —                |
| Pariah                                                                                     | Digital Extremes                                   | Groove Games                                             | 6. Mai 2005           | —                | 3. Mai 2005      |
| Der Pate                                                                                   | Electronic Arts                                    | Electronic Arts                                          | 24. März 2006         | —                | 21. März 2006    |
| Peter Jackson’s King Kong                                                                  | Ubisoft Montpellier                                | Ubisoft                                                  | 17. Nov. 2005         | —                | 21. Nov. 2005    |
| Petit Copter                                                                               | Aqua Systems                                       | Aqua Systems                                             | —                     | 30. Mai 2002     | —                |
| Phantasy Star Online Episode I & II                                                        | Sonic Team                                         | Sega                                                     | 23. Mai 2003          | 16. Jan. 2003    | 15. Apr. 2003    |
| Phantom Crash                                                                              | Genki                                              | Phantagram                                               | 22. Nov. 2002         | 20. Juni 2002    | 4. Nov. 2002     |
| Phantom Dust                                                                               | Microsoft Game Studios                             | Majesco Entertainment, Microsoft Game Studios            | —                     | 23. Sep. 2004    | 15. März 2005    |
| Pilot Down: Behind Enemy Lines                                                             | Wide Games                                         | Microids                                                 | 9. Sep. 2005          | —                | —                |
| Pinball Hall of Fame                                                                       | FarSight Studios                                   | Crave Entertainment                                      | —                     | —                | 18. Nov. 2004    |
| Pirates of the Caribbean                                                                   | Akella                                             | Bethesda Softworks                                       | 5. Sep. 2003          | —                | 1. Juli 2003     |
| Pirates: The Legend of Black Kat                                                           | Westwood Studios                                   | Electronic Arts                                          | 19. Apr. 2002         | —                | 24. März 2002    |
| Pitfall: The Lost Expedition                                                               | Edge of Reality                                    | Activision                                               | 20. Feb. 2004         | —                | 18. Feb. 2004    |
| Playboy: The Mansion                                                                       | Cyberlore Studios                                  | Arush Entertainment, Groove Games                        | 4. März 2005          | —                | 25. Jan. 2005    |
| Plus Plumb 2                                                                               | Tayuko                                             | Tayuko                                                   | —                     | 15. Jan. 2004    | —                |
| PocketBike Racer                                                                           | Blitz Games                                        | King Games                                               | —                     | —                | 19. Nov. 2006    |
| Pool Shark 2                                                                               | Blade Interactive                                  | Zoo Digital Publishing                                   | 19. Nov. 2004         | —                | —                |
| Powerdrome                                                                                 | Argonaut Games                                     | Mud Duck Productions                                     | 29. Okt. 2004         | —                | 15. Juni 2004    |
| Predator: Concrete Jungle                                                                  | Eurocom                                            | Vivendi Universal Games                                  | 15. Apr. 2005         | —                | 26. Apr. 2005    |
| Prince of Persia: The Sands of Time                                                        | Ubisoft Montreal                                   | Ubisoft                                                  | 20. Feb. 2004         | —                | 12. Nov. 2003    |
| Prince of Persia: The Two Thrones                                                          | Ubisoft Montreal, Ubisoft Casablanca               | Ubisoft                                                  | 9. Dez. 2005          | —                | 1. Dez. 2005     |
| Prince of Persia: Warrior Within                                                           | Ubisoft Montreal                                   | Ubisoft                                                  | 3. Dez. 2004          | 13. Okt. 2005    | 30. Nov. 2004    |
| Prisoner of War                                                                            | Wide Games                                         | Codemasters                                              | 19. Juli 2002         | —                | 26. Aug. 2002    |
| Pro Cast Sports Fishing                                                                    | Capcom                                             | Capcom                                                   | 26. Sep. 2003         | 17. Juli 2003    | 27. Aug. 2003    |
| Pro Fishing Challenge                                                                      | Opus Company                                       | Atlus                                                    | —                     | —                | 31. Aug. 2004    |
| Pro Race Driver TOCA Race Driver (PAL) V8 Supercars Australia – Race Driver (Australia)    | Codemasters                                        | Codemasters                                              | 28. März 2003         | —                | 16. Apr. 2003    |
| Project Gotham Racing                                                                      | Bizarre Creations                                  | Microsoft Game Studios                                   | 14. März 2002         | 22. Feb. 2002    | 15. Nov. 2001    |
| Project Gotham Racing 2                                                                    | Bizarre Creations                                  | Microsoft Game Studios                                   | 28. Nov. 2003         | 20. Nov. 2003    | 17. Nov. 2003    |
| Project Snowblind                                                                          | Crystal Dynamics                                   | Eidos Interactive                                        | 11. März 2005         | —                | 23. Feb. 2005    |
| ProStroke Golf: World Tour 2007                                                            | Gusto Games                                        | Oxygen Interactive                                       | 18. Aug. 2006         | —                | 12. Sep. 2006    |
| Psi-Ops: The Mindgate Conspiracy                                                           | Midway Games                                       | Midway Games                                             | 1. Okt. 2004          | —                | 14. Juni 2004    |
| Psychonauts                                                                                | Double Fine Productions                            | Majesco Entertainment                                    | 10. Feb. 2006         | —                | 19. Apr. 2005    |
| Psyvariar 2                                                                                | SKONEC Entertainment                               | Success Corporation                                      | —                     | 28. Okt. 2004    | —                |
| Pulse Racer                                                                                | Jaleco                                             | Jaleco                                                   | —                     | —                | 2. Jan. 2003     |
| Pump It Up: Exceed                                                                         | Andamiro                                           | Mastiff                                                  | —                     | —                | 29. Aug. 2005    |
| The Punisher                                                                               | Volition                                           | THQ                                                      | 4. März 2005          | —                | 17. Jan. 2005    |
| Pure Pinball                                                                               | Iridon                                             | XS Games                                                 | —                     | —                | 5. Aug. 2004     |
| Puyo Pop: Fever                                                                            | Sonic Team                                         | Sega                                                     | 27. Feb. 2004         | 24. Apr. 2004    | —                |
| Quantum Redshift                                                                           | Curly Monsters                                     | Microsoft Game Studios                                   | 4. Okt. 2002          | 21. Nov. 2002    | 16. Sep. 2002    |
| R: Racing Evolution                                                                        | Namco                                              | Namco                                                    | 2. Apr. 2004          | 27. Nov. 2003    | 9. Dez. 2003     |
| Rallisport Challenge                                                                       | Digital Illusions CE                               | Microsoft Game Studios                                   | 14. März 2002         | 13. Juni 2002    | 4. März 2002     |
| Rallisport Challenge 2                                                                     | Digital Illusions CE                               | Microsoft Game Studios                                   | 21. Mai 2004          | 10. Juni 2004    | 4. Mai 2004      |
| Rally Fusion: Race of Champions                                                            | Climax Studios                                     | Activision                                               | 22. Nov. 2002         | —                | 11. Nov. 2002    |
| Rapala Pro Fishing                                                                         | Fun Labs                                           | Activision                                               | 4. Aug. 2005          | 5. Mai 2005      | 31. Aug. 2004    |
| Ratatouille                                                                                | Asobo Studio                                       | THQ                                                      | —                     | —                | 26. Juni 2007    |
| Rayman 3: Hoodlum Havoc                                                                    | Ubisoft Montpellier                                | Ubi Soft                                                 | 14. März 2003         | —                | 18. März 2003    |
| Rayman Arena                                                                               | Ubi Soft                                           | Ubi Soft                                                 | —                     | —                | 24. Sep. 2002    |
| Raze’s Hell                                                                                | Artech Studios                                     | Majesco Entertainment                                    | 17. Feb. 2006         | —                | 21. Apr. 2005    |
| Real World Golf                                                                            | In2Games                                           | Mad Katz                                                 | —                     | —                | 11. Apr. 2006    |
| Red Dead Revolver                                                                          | Rockstar San Diego                                 | Rockstar Games                                           | 11. Juni 2004         | 26. Mai 2005     | 3. Mai 2004      |
| Red Faction II                                                                             | Volition                                           | THQ                                                      | 6. Juni 2003          | —                | 31. März 2003    |
| Red Ninja: End of Honor                                                                    | Tranji Studios                                     | Vivendi Universal Games                                  | 1. Apr. 2005          | —                | 29. März 2005    |
| RedCard 20-03                                                                              | Point of View                                      | Midway Games                                             | 12. Juli 2002         | —                | 24. Juni 2002    |
| Reign of Fire                                                                              | Kuju Entertainment                                 | BAM! Entertainment                                       | 15. Nov. 2002         | —                | 22. Okt. 2002    |
| Rent-A-Hero No. 1                                                                          | Sega                                               | AIA Games                                                | —                     | 4. Sep. 2003     | —                |
| Reservoir Dogs                                                                             | Volatile Games                                     | Eidos Interactive                                        | 25. Aug. 2006         | —                | 24. Okt. 2006    |
| Return to Castle Wolfenstein: Tides of War                                                 | Gray Matter Interactive                            | Activision                                               | 15. Mai 2003          | 25. Dez. 2003    | 6. Mai 2003      |
| Richard Burns Rally                                                                        | Warthog Games                                      | SCi                                                      | 9. Juli 2004          | —                | —                |
| Run Like Hell                                                                              | Digital Mayhem                                     | Interplay Entertainment                                  | 18. Juni 2004         | —                | 9. Apr. 2003     |
| RoadKill                                                                                   | Midway Games                                       | Midway Games                                             | 28. Nov. 2003         | —                | 14. Okt. 2003    |
| Robin Hood: Defender of the Crown                                                          | Cinemaware                                         | Zoo Digital Group, Capcom                                | 28. Nov. 2003         | —                | 11. Nov. 2003    |
| RoboCop                                                                                    | Titus Interactive Studio                           | Titus Interactive                                        | 12. Dez. 2003         | —                | 24. Juli 2003    |
| Robot Wars: Extreme Destruction                                                            | Climax Studios                                     | Gamezlab                                                 | 22. Nov. 2002         | —                | —                |
| Robotech: Battlecry                                                                        | Vicious Cycle Software                             | TDK Mediactive                                           | 25. Okt. 2002         | —                | 25. Sep. 2002    |
| Robotech: Invasion                                                                         | Vicious Cycle Software                             | Global Star Software                                     | 17. Aug. 2004         | —                | 5. Okt. 2004     |
| Robots                                                                                     | Eurocom                                            | Vivendi Universal Games                                  | 11. März 2005         | —                | 24. Feb. 2005    |
| Rocky                                                                                      | Rage Software                                      | Ubi Soft                                                 | 18. Okt. 2002         | —                | 12. Nov. 2002    |
| Rocky: Legends                                                                             | Venom Games                                        | Ubisoft                                                  | 1. Okt. 2004          | 27. Jan. 2005    | 28. Sep. 2004    |
| Rogue Ops                                                                                  | Bits Studios                                       | Kemco                                                    | 6. Feb. 2004          | 26. Feb. 2004    | 29. Okt. 2003    |
| Rogue Trooper                                                                              | Rebellion Developments                             | Eidos Interactive                                        | 21. Apr. 2006         | —                | 23. Mai 2006     |
| RollerCoaster Tycoon                                                                       | Frontier Developments                              | Infogrames                                               | 25. März 2003         | —                | 25. März 2003    |
| Rolling                                                                                    | Rage Software                                      | Rage Software                                            | 24. Okt. 2003         | —                | —                |
| Room Zoom                                                                                  | Blade Interactive                                  | Jaleco                                                   | 14. Juli 2004         | —                | 14. Juli 2004    |
| Rugby 06                                                                                   | EA Canada, HB Studios                              | EA Sports                                                | 16. Feb. 2006         | —                | 14. Feb. 2006    |
| Rugby 2005                                                                                 | EA Canada                                          | EA Sports                                                | 18. März 2005         | —                | 8. März 2005     |
| Rugby Challenge 2006                                                                       | Swordfish Studios                                  | Hip Interactive, Ubisoft                                 | 3. Feb. 2006          | —                | —                |
| Rugby League                                                                               | Sidhe Interactive                                  | Home Entertainment Suppliers, Tru Blu Entertainment      | 19. Dez. 2003         | —                | —                |
| Rugby League 2                                                                             | Sidhe Interactive                                  | Home Entertainment Suppliers                             | 21. Juli 2006         | —                | —                |
| Samurai Shodown V                                                                          | SNK Playmore                                       | SNK Playmore                                             | 26. Mai 2006          | —                | 18. Jan. 2006    |
| Samurai Warriors                                                                           | Omega Force                                        | Koei                                                     | 24. Sep. 2004         | 29. Juli 2004    | 13. Juli 2004    |
| Scaler                                                                                     | A2M                                                | NA: Take-Two Interactive PAL: Global Star Software       | 26. Nov. 2004         | —                | 20. Okt. 2004    |
| Scarface: The World Is Yours                                                               | Radical Entertainment                              | Vivendi Games                                            | 13. Okt. 2006         | —                | 10. Okt. 2006    |
| Scooby-Doo! Mystery Mayhem                                                                 | A2M                                                | THQ                                                      | 26. März 2004         | —                | 2. März 2004     |
| Scooby-Doo! Night of 100 Frights                                                           | Heavy Iron Studios                                 | THQ                                                      | —                     | —                | 27. Aug. 2003    |
| Scooby-Doo! Unmasked                                                                       | A2M                                                | THQ                                                      | 16. Sep. 2005         | —                | 12. Sep. 2005    |
| American McGee Presents: Scrapland                                                         | Mercury Steam Entertainment                        | Enlight                                                  | 18. März 2005         | —                | 28. Feb. 2005    |
| SeaBlade                                                                                   | Simon & Schuster                                   | Simon & Schuster                                         | 7. Apr. 2003          | —                | 20. Nov. 2002    |
| SeaWorld: Shamu’s Deep Sea Adventures                                                      | Activision                                         | Activision                                               | 17. März 2006         | —                | 1. Nov. 2005     |
| Second Sight                                                                               | Free Radical Design                                | Codemasters                                              | 21. Sep. 2004         | —                | 3. Sep. 2004     |
| Secret Weapons Over Normandy                                                               | Totally Games                                      | LucasArts                                                | 28. Nov. 2003         | —                | 18. Nov. 2003    |
| Sega GT 2002                                                                               | Wow Entertainment                                  | Sega                                                     | 8. Nov. 2002          | 12. Sep. 2002    | 2. Sep. 2002     |
| Sega GT Online                                                                             | Wow Entertainment                                  | Sega                                                     | 6. Feb. 2004          | 25. Dez. 2003    | 27. Jan. 2004    |
| Sega Soccer Slam                                                                           | Black Box Games                                    | Sega                                                     | 11. Okt. 2002         | —                | 22. Aug. 2002    |
| Sensible Soccer 2006                                                                       | Kuju Entertainment                                 | Codemasters                                              | 9. Juni 2006          | —                | —                |
| Sentou Yousei Yukikaze: Yousei no Mau Sora                                                 | Aquasystem                                         | Aquasystem                                               | —                     | 7. Aug. 2003     | —                |
| Serious Sam                                                                                | Croteam                                            | Gathering of Developers                                  | 6. Dez. 2002          | —                | 10. Nov. 2002    |
| Serious Sam II                                                                             | Croteam                                            | 2K Games                                                 | 14. Okt. 2005         | —                | 11. Okt. 2005    |
| Shadow of Memories                                                                         | Konami                                             | Konami                                                   | 8. Nov. 2002          | —                | —                |
| Shadow Ops: Red Mercury                                                                    | Zombie Studios                                     | Atari                                                    | 18. Juni 2004         | —                | 15. Juni 2004    |
| Shadow the Hedgehog                                                                        | Sega Studios USA                                   | Sega                                                     | 18. Nov. 2005         | 15. Dez. 2005    | 15. Nov. 2005    |
| Shark Tale                                                                                 | Edge of Reality                                    | Activision                                               | 1. Okt. 2004          | —                | 27. Sep. 2004    |
| Shattered Union                                                                            | PopTop Software                                    | 2K Games                                                 | 21. Okt. 2005         | —                | 17. Okt. 2005    |
| Shellshock: Nam ’67                                                                        | Guerrilla Games                                    | Eidos Interactive                                        | 3. Sep. 2004          | —                | 14. Sep. 2004    |
| Shenmue II                                                                                 | Sega AM2                                           | Microsoft Game Studios                                   | 21. März 2003         | —                | 28. Okt. 2002    |
| Shikigami no Shiro                                                                         | Alfa System                                        | MediaQuest                                               | —                     | 14. März 2002    | —                |
| Shikigami no Shiro Evolution Blue                                                          | Alfa System                                        | MediaQuest                                               | —                     | 19. Dez. 2002    | —                |
| Shikigami no Shiro Evolution Red                                                           | Alfa System                                        | MediaQuest                                               | —                     | 19. Dez. 2002    | —                |
| Shikigami no Shiro II                                                                      | Alfa System                                        | MediaQuest                                               | —                     | 15. Apr. 2004    | —                |
| Shinchou Mahjong (Nobunaga Mahjong)                                                        | Success                                            | E-Frontier                                               | —                     | 24. Apr. 2003    | —                |
| Shin Megami Tensei: Nine                                                                   | Next Entertainment                                 | Atlus                                                    | —                     | 5. Dez. 2002     | —                |
| Showdown: Legends of Wrestling                                                             | Acclaim Studios Austin                             | Acclaim Entertainment                                    | 2. Juli 2004          | —                | 22. Juni 2004    |
| Shrek                                                                                      | Digital Illusions CE                               | TDK Mediactive                                           | 27. März 2002         | —                | 15. Nov. 2001    |
| Shrek 2                                                                                    | Luxoflux                                           | Activision                                               | 18. Juni 2004         | 16. Dez. 2004    | 28. Apr. 2004    |
| Shrek Super Party                                                                          | Mass Media                                         | TDK Mediactive                                           | 29. Nov. 2002         | —                | 29. Nov. 2002    |
| Shrek SuperSlam                                                                            | Shaba Games                                        | Activision                                               | 18. Nov. 2005         | —                | 25. Okt. 2005    |
| Sid Meier’s Pirates!                                                                       | Firaxis Games                                      | 2K Games                                                 | 11. Juli 2005         | —                | 11. Juli 2005    |
| Silent Hill 2                                                                              | Konami                                             | Konami                                                   | 14. Okt. 2002         | 22. Feb. 2002    | 19. Dez. 2001    |
| Silent Hill 4: The Room                                                                    | Konami                                             | Konami                                                   | 17. Sep. 2004         | —                | 7. Sep. 2004     |
| Silent Scope Complete                                                                      | Konami                                             | Konami                                                   | 19. März 2004         | —                | 10. Feb. 2004    |
| The Simpsons Hit & Run                                                                     | Radical Entertainment                              | Vivendi Universal Games                                  | 31. Okt. 2003         | 25. Dez. 2003    | 16. Sep. 2003    |
| The Simpsons: Road Rage                                                                    | Radical Entertainment                              | Electronic Arts                                          | 22. März 2002         | —                | 1. Dez. 2001     |
| Die Sims                                                                                   | Edge of Reality                                    | EA Games                                                 | 4. Apr. 2003          | —                | 25. März 2003    |
| Die Sims 2                                                                                 | Maxis                                              | Electronic Arts                                          | 4. Nov. 2005          | —                | 24. Okt. 2005    |
| The Sims Bustin’ Out                                                                       | Maxis                                              | EA Games                                                 | 19. Dez. 2003         | —                | 15. Dez. 2003    |
| Ski Racing 2005                                                                            | ColdWood Interactive                               | JoWooD Productions                                       | 24. März 2005         | —                | —                |
| Ski Racing 2006                                                                            | ColdWood Interactive                               | JoWooD Productions Deep Silver                           | 25. Nov. 2005         | —                | —                |
| Slam Tennis                                                                                | Infogrames Sheffield House                         | Infogrames                                               | 23. Aug. 2002         | —                | —                |
| Smashing Drive                                                                             | Point of View                                      | Namco                                                    | —                     | —                | 13. Mai 2002     |
| Sneak King                                                                                 | Blitz Games                                        | King Games                                               | —                     | —                | 19. Nov. 2006    |
| Sneakers Nezmix (JP)                                                                       | Media.Vision                                       | Microsoft Game Studios                                   | —                     | 22. Feb. 2002    | 22. Okt. 2002    |
| Sniper Elite                                                                               | Rebellion Developments                             | Namco                                                    | 30. Mai 2005          | —                | 18. Okt. 2005    |
| Soldier of Fortune II: Double Helix                                                        | Gratuitous Games                                   | Activision                                               | 27. Juni 2003         | —                | 18. Juni 2002    |
| Sonic Heroes                                                                               | Sonic Team USA                                     | Sega                                                     | 6. Feb. 2004          | 30. Dez. 2003    | 27. Jan. 2004    |
| Sonic Mega Collection Plus                                                                 | Sonic Team                                         | Sega                                                     | 4. Feb. 2005          | 9. Dez. 2004     | 2. Nov. 2004     |
| Sonic Riders                                                                               | Sonic Team, Now Production                         | Sega                                                     | 17. März 2006         | 23. Feb. 2006    | 21. Feb. 2006    |
| Soulcalibur II                                                                             | Namco                                              | Namco                                                    | 26. Sep. 2003         | 27. März 2003    | 27. Aug. 2003    |
| Spartan: Total Warrior                                                                     | Creative Assembly                                  | Sega                                                     | 7. Okt. 2005          | —                | 27. Okt. 2005    |
| Spawn: Armageddon                                                                          | Point of View                                      | Namco                                                    | 12. März 2004         | —                | 21. Nov. 2003    |
| Special Forces: Nemesis Strike Counter Terrorist Special Forces: Fire for Effect (EUR)     | Asobo Studio                                       | Hip Games                                                | 1. Apr. 2005          | —                | 22. März 2005    |
| Speed Kings                                                                                | Climax Group                                       | Acclaim Entertainment                                    | 3. Juni 2003          | —                | 23. Mai 2003     |
| Sphinx and the Cursed Mummy                                                                | Eurocom                                            | THQ                                                      | 20. Feb. 2004         | —                | 10. Nov. 2003    |
| Spider-Man                                                                                 | Treyarch                                           | Activision                                               | 7. Juni 2002          | 13. Feb. 2003    | 16. Apr. 2002    |
| Spider-Man 2                                                                               | Treyarch                                           | Activision                                               | 9. Juli 2004          | —                | 28. Juni 2004    |
| Spikeout: Battle Street                                                                    | Dimps                                              | Sega                                                     | 22. Apr. 2005         | 24. März 2005    | 29. März 2005    |
| Splashdown                                                                                 | Rainbow Studios                                    | Infogrames                                               | 30. Aug. 2002         | —                | 25. Juni 2002    |
| Splat Magazine Renegade Paintball                                                          | Cat Daddy Games                                    | Take-Two Interactive                                     | 7. Apr. 2006          | —                | 11. Okt. 2005    |
| SpongeBob SquarePants: Battle for Bikini Bottom                                            | Heavy Iron Studios                                 | THQ                                                      | 10. Nov. 2003         | —                | 10. Nov. 2003    |
| SpongeBob SquarePants: Lights, Camera, Pants!                                              | THQ Studio Australia                               | THQ                                                      | 21. Okt. 2005         | —                | 19. Okt. 2005    |
| The SpongeBob SquarePants Movie                                                            | Heavy Iron Studios                                 | THQ                                                      | 18. Feb. 2005         | —                | 6. Feb. 2005     |
| SpyHunter                                                                                  | Paradigm Entertainment                             | Midway Games                                             | 28. Juni 2002         | —                | 12. März 2002    |
| Spy Hunter 2                                                                               | Angel Studios                                      | Midway Games                                             | 5. März 2004          | —                | 20. Nov. 2003    |
| Spy Hunter: Nowhere to Run                                                                 | Terminal Reality                                   | Midway Games                                             | 8. Sep. 2006          | —                | 5. Sep. 2006     |
| Spy vs. Spy                                                                                | Vicious Cycle Software                             | Global Star Software                                     | 29. Apr. 2005         | —                | 6. Apr. 2005     |
| Spyro: A Hero’s Tail                                                                       | Eurocom                                            | Vivendi Universal Games                                  | 12. Nov. 2004         | —                | 3. Nov. 2004     |
| SSX 3                                                                                      | EA Canada                                          | EA Sports BIG                                            | 31. Okt. 2003         | —                | 20. Okt. 2003    |
| SSX On Tour                                                                                | EA Canada                                          | EA Sports BIG                                            | 21. Okt. 2005         | —                | 11. Okt. 2005    |
| SSX Tricky                                                                                 | EA Canada                                          | EA Sports BIG                                            | 14. Juni 2002         | 4. Apr. 2002     | 10. Dez. 2001    |
| Stacked with Daniel Negreanu                                                               | 5000 ft                                            | Myelin Media                                             | —                     | —                | 30. Mai 2006     |
| Stake: Fortune Fighters                                                                    | Gameness Art                                       | Metro3D, Inc.                                            | 6. Juni 2003          | —                | 1. März 2003     |
| Star Trek: Shattered Universe                                                              | Starsphere                                         | TDK Mediactive                                           | 17. Apr. 2004         | —                | 14. Jan. 2004    |
| Star Wars: Jedi Knight: Jedi Academy                                                       | Vicarious Visions                                  | LucasArts                                                | 21. Nov. 2003         | 2. Sep. 2004     | 19. Nov. 2003    |
| Star Wars: Jedi Knight II: Jedi Outcast                                                    | Vicarious Visions                                  | LucasArts                                                | 22. Nov. 2002         | —                | 20. Nov. 2002    |
| Star Wars: Battlefront                                                                     | Pandemic Studios                                   | LucasArts                                                | 24. Sep. 2004         | 7. Okt. 2004     | 20. Sep. 2004    |
| Star Wars: Battlefront II                                                                  | Pandemic Studios                                   | LucasArts                                                | 31. Okt. 2005         | —                | 1. Nov. 2005     |
| Star Wars: Episode III – Die Rache der Sith                                                | The Collective                                     | LucasArts                                                | 6. Mai 2005           | —                | 4. Mai 2005      |
| Star Wars: Jedi Starfighter                                                                | LucasArts                                          | LucasArts                                                | 31. Mai 2002          | —                | 13. Mai 2002     |
| Star Wars: Knights of the Old Republic                                                     | BioWare                                            | LucasArts                                                | 12. Sep. 2003         | —                | 15. Juli 2003    |
| Star Wars: Knights of the Old Republic II: The Sith Lords                                  | Obsidian Entertainment                             | LucasArts                                                | 11. Feb. 2005         | —                | 6. Dez. 2004     |
| Star Wars: Obi-Wan                                                                         | LucasArts                                          | LucasArts                                                | 14. März 2002         | —                | 19. Dez. 2001    |
| Star Wars: Republic Commando                                                               | LucasArts                                          | LucasArts                                                | 4. März 2005          | 17. Feb. 2005    | 1. März 2005     |
| Star Wars: Starfighter Special Edition                                                     | LucasArts                                          | LucasArts                                                | —                     | —                | 26. Nov. 2001    |
| Star Wars: The Clone Wars                                                                  | Pandemic Studios                                   | LucasArts                                                | 9. Mai 2003           | —                | 22. Apr. 2003    |
| Starsky & Hutch                                                                            | Mind’s Eye Productions                             | Empire Interactive                                       | 20. Juni 2003         | —                | 9. Sep. 2003     |
| State of Emergency                                                                         | VIS Entertainment                                  | Rockstar Games                                           | 4. Apr. 2003          | —                | 26. März 2003    |
| Steel Battalion                                                                            | Capcom, Nude Maker                                 | Capcom, Microsoft Game Studios                           | 28. März 2003         | 12. Sep. 2002    | 21. Nov. 2002    |
| Steel Battalion: Line of Contact                                                           | Capcom, Nude Maker                                 | Capcom                                                   | 26. März 2004         | 26. Feb. 2004    | 27. Feb. 2004    |
| Still Life                                                                                 | Microïds                                           | The Adventure Company                                    | 3. Juni 2005          | —                | 6. Juni 2005     |
| Stolen                                                                                     | Blue 52                                            | Hip Interactive                                          | 1. Apr. 2005          | —                | 22. Apr. 2005    |
| Street Fighter Anniversary Collection                                                      | Capcom                                             | Capcom                                                   | 29. Okt. 2004         | 28. Okt. 2004    | 22. Feb. 2005    |
| Street Hoops                                                                               | Black Ops Entertainment                            | Activision                                               | 4. Okt. 2002          | —                | 12. Aug. 2002    |
| Street Racing Syndicate                                                                    | Eutechnyx                                          | Namco                                                    | 6. Mai 2005           | —                | 31. Aug. 2004    |
| Strike Force Bowling                                                                       | LAB Rats Games                                     | Crave Entertainment                                      | —                     | —                | 10. Mai 2004     |
| Stubbs the Zombie in Rebel Without a Pulse                                                 | Wideload                                           | Aspyr                                                    | 10. Feb. 2006         | —                | 18. Okt. 2005    |
| Sudeki                                                                                     | Climax                                             | Microsoft Game Studios                                   | 24. Aug. 2004         | 14. Juli 2005    | 20. Juli 2004    |
| The Suffering                                                                              | Surreal Software                                   | Midway Games                                             | 14. Mai 2004          | —                | 9. März 2004     |
| The Suffering: Ties That Bind                                                              | Surreal Software                                   | Midway Games                                             | 28. Okt. 2005         | —                | 26. Sep. 2005    |
| Super Bubble Pop                                                                           | Zombie Studios                                     | Jaleco                                                   | 15. März 2003         | —                | 25. Dez. 2002    |
| Super Monkey Ball Deluxe                                                                   | Sega                                               | Sega                                                     | 26. Aug. 2005         | 24. März 2005    | 15. März 2005    |
| Superman Returns                                                                           | EA Tiburon                                         | EA Games                                                 | 24. Nov. 2006         | —                | 22. Nov. 2006    |
| Superman: The Man of Steel                                                                 | Circus Freak                                       | Infogrames                                               | 13. Dez. 2002         | —                | 19. Nov. 2002    |
| SVC Chaos: SNK vs. Capcom                                                                  | Playmore                                           | Playmore                                                 | 18. März 2005         | 7. Okt. 2004     | 28. Sep. 2004    |
| SWAT: Global Strike Team                                                                   | Argonaut Games                                     | Vivendi Universal Games                                  | 5. Dez. 2003          | —                | 28. Okt. 2003    |
| SX Superstar                                                                               | Climax Studios                                     | AKA Acclaim                                              | 4. Juli 2003          | —                | 26. Juni 2003    |
| Syberia                                                                                    | Microïds                                           | XS Games                                                 | 6. Juni 2003          | —                | 23. Juli 2003    |
| Syberia II                                                                                 | Microïds                                           | XS Games                                                 | 26. Nov. 2004         | —                | 5. Okt. 2004     |
| Taito Legends                                                                              | Taito                                              | Empire Interactive, Sega                                 | 14. Okt. 2005         | —                | 25. Okt. 2005    |
| Taito Legends 2                                                                            | Taito                                              | Empire Interactive                                       | 31. März 2006         | —                | —                |
| Tak: The Great Juju Challenge                                                              | Avalanche Software                                 | THQ                                                      | 3. März 2006          | —                | 19. Sep. 2005    |
| Tak 2: The Staff of Dreams                                                                 | Avalanche Software                                 | THQ                                                      | 24. März 2005         | —                | 11. Okt. 2004    |
| Takahashi Junko no Mahjong Seminar                                                         | Success                                            | Success                                                  | —                     | 13. Juni 2002    | —                |
| Tao Feng: Fist of the Lotus                                                                | Studio Gigante                                     | Microsoft Game Studios                                   | 9. Mai 2003           | 23. Okt. 2003    | 18. März 2003    |
| Taz: Wanted                                                                                | Blitz Games                                        | Infogrames                                               | 27. Sep. 2002         | —                | 18. Sep. 2002    |
| Tecmo Classic Arcade                                                                       | Tecmo                                              | Tecmo                                                    | 21. Okt. 2005         | 27. Okt. 2005    | 13. Sep. 2005    |
| Teen Titans                                                                                | Artificial Mind and Movement                       | THQ, Majesco Entertainment                               | —                     | —                | 13. Nov. 2006    |
| Teenage Mutant Ninja Turtles                                                               | Konami                                             | Konami                                                   | 16. Apr. 2004         | —                | 21. Okt. 2003    |
| Teenage Mutant Ninja Turtles: Mutant Melee                                                 | KCE Hawaii                                         | Konami                                                   | —                     | —                | 15. März 2005    |
| Teenage Mutant Ninja Turtles 2: Battle Nexus                                               | Konami                                             | Konami                                                   | 11. März 2005         | —                | 19. Okt. 2004    |
| Teenage Mutant Ninja Turtles 3: Mutant Nightmare                                           | Konami                                             | Konami                                                   | 14. Apr. 2006         | —                | 1. Nov. 2005     |
| Tenchu: Return from Darkness                                                               | K2 LLC                                             | Activision, FromSoftware (JP)                            | 19. März 2004         | 27. Mai 2004     | 10. März 2004    |
| Tenerezza                                                                                  | Aqua Plus                                          | Aqua Plus                                                | —                     | 29. Jan. 2003    | —                |
| Tennis Masters Series 2003                                                                 | Microids                                           | Hip Games                                                | 30. Nov. 2002         | —                | 7. Aug. 2003     |
| The Terminator: Dawn of Fate                                                               | Paradigm Entertainment                             | Infogrames                                               | 25. Okt. 2002         | —                | 18. Sep. 2002    |
| Terminator 3: Rise of the Machines                                                         | Black Ops Entertainment                            | Atari                                                    | 28. Nov. 2002         | —                | 11. Nov. 2003    |
| Terminator 3: The Redemption                                                               | Paradigm Entertainment                             | Atari                                                    | 24. Sep. 2004         | —                | 2. Sep. 2004     |
| Test Drive                                                                                 | Pitbull Syndicate                                  | Infogrames                                               | 5. Juli 2002          | —                | 11. Juni 2002    |
| Test Drive: Eve of Destruction                                                             | Monster Games                                      | Atari                                                    | —                     | —                | 25. Aug. 2004    |
| Test Drive: Off-Road Wide Open                                                             | Angel Studios                                      | Infogrames                                               | 24. Mai 2002          | —                | 15. Nov. 2001    |
| Tetris Worlds                                                                              | Radical Entertainment                              | THQ                                                      | 20. Sep. 2002         | 14. Nov. 2002    | 24. Juni 2002    |
| Tetris Worlds (Online Edition)                                                             | Radical Entertainment                              | THQ                                                      | 3. Okt. 2003          | —                | 13. Juni 2003    |
| Thief: Deadly Shadows                                                                      | Ion Storm                                          | Eidos Interactive                                        | 11. Juni 2004         | —                | 25. Mai 2004     |
| Das Ding aus einer anderen Welt                                                            | Computer Artworks                                  | Vivendi Universal Games                                  | 20. Sep. 2002         | —                | 9. Sep. 2002     |
| Thousand Land                                                                              | FromSoftware                                       | FromSoftware                                             | —                     | 20. März 2003    | —                |
| Thrillville                                                                                | Frontier Developments                              | LucasArts                                                | —                     | —                | 21. Nov. 2006    |
| Tiger Woods PGA Tour 2003                                                                  | EA Redwood Shores                                  | EA Sports                                                | 22. Nov. 2002         | —                | 27. Okt. 2002    |
| Tiger Woods PGA Tour 2004                                                                  | EA Redwood Shores                                  | EA Sports                                                | 26. Sep. 2003         | —                | 22. Sep. 2003    |
| Tiger Woods PGA Tour 2005                                                                  | EA Redwood Shores                                  | EA Sports                                                | 24. Sep. 2004         | —                | 20. Sep. 2004    |
| Tiger Woods PGA Tour 06                                                                    | EA Redwood Shores, Hypnos Entertainment            | EA Sports                                                | 7. Okt. 2005          | —                | 20. Sep. 2005    |
| Tiger Woods PGA Tour 07                                                                    | EA Redwood Shores                                  | EA Sports                                                | 22. Sep. 2006         | —                | 10. Okt. 2006    |
| Tim Burton’s The Nightmare Before Christmas: Oogie’s Revenge                               | Capcom                                             | Buena Vista Games Capcom (EU)                            | 30. Sep. 2005         | —                | 10. Okt. 2005    |
| TimeSplitters 2                                                                            | Free Radical Design                                | Eidos Interactive                                        | 18. Okt. 2002         | —                | 17. Okt. 2002    |
| TimeSplitters: Future Perfect                                                              | Free Radical Design                                | EA Games                                                 | 24. März 2005         | —                | 21. März 2005    |
| TOCA Race Driver 2: The Ultimate Racing Simulator V8 Supercars Australia 2 (Australia)     | Codemasters                                        | Codemasters                                              | 23. Apr. 2004         | —                | 13. Apr. 2004    |
| TOCA Race Driver 3                                                                         | Codemasters                                        | Codemasters                                              | 24. Feb. 2006         | —                | 22. Feb. 2006    |
| ToeJam & Earl III: Mission to Earth                                                        | ToeJam & Earl Productions                          | Sega                                                     | 7. März 2003          | —                | 22. Okt. 2002    |
| Tom and Jerry in War of the Whiskers                                                       | VIS Entertainment                                  | NewKidCo                                                 | —                     | —                | 6. Dez. 2003     |
| Tom Clancy’s Ghost Recon                                                                   | Red Storm Entertainment                            | Ubi Soft                                                 | 6. Dez. 2002          | 25. Sep. 2002    | 11. Nov. 2002    |
| Tom Clancy’s Ghost Recon 2                                                                 | Red Storm Entertainment                            | Ubisoft                                                  | 26. Nov. 2004         | —                | 16. Nov. 2004    |
| Tom Clancy’s Ghost Recon 2: Summit Strike                                                  | Red Storm Entertainment                            | Ubisoft                                                  | 26. Aug. 2005         | —                | 2. Aug. 2005     |
| Tom Clancy’s Ghost Recon: Advanced Warfighter                                              | Ubisoft                                            | Ubisoft                                                  | 17. März 2006         | —                | 9. März 2006     |
| Tom Clancy’s Ghost Recon: Island Thunder                                                   | Red Storm Entertainment                            | Ubisoft                                                  | 5. Sep. 2003          | 11. März 2004    | 6. Aug. 2003     |
| Tom Clancy’s Rainbow Six 3                                                                 | Ubisoft                                            | Ubisoft                                                  | 7. Nov. 2003          | 8. Juli 2004     | 12. Nov. 2003    |
| Tom Clancy’s Rainbow Six 3: Black Arrow                                                    | Ubisoft                                            | Ubisoft                                                  | 20. Aug. 2004         | 10. März 2005    | 4. Aug. 2004     |
| Tom Clancy’s Rainbow Six: Critical Hour                                                    | Ubisoft Quebec, Red Storm Entertainment            | Ubisoft                                                  | —                     | —                | 14. März 2006    |
| Tom Clancy’s Rainbow Six: Lockdown                                                         | Red Storm Entertainment                            | Ubisoft                                                  | 9. Sep. 2005          | 22. Sep. 2005    | 6. Sep. 2005     |
| Tom Clancy’s Splinter Cell                                                                 | Ubisoft Montreal                                   | Ubi Soft                                                 | 29. Nov. 2002         | 27. Nov. 2003    | 17. Nov. 2002    |
| Tom Clancy’s Splinter Cell: Chaos Theory                                                   | Ubisoft Montreal, Ubisoft Annecy                   | Ubisoft                                                  | 1. Apr. 2005          | 17. Nov. 2005    | 31. März 2005    |
| Tom Clancy’s Splinter Cell: Double Agent                                                   | Ubisoft                                            | Ubisoft                                                  | 26. Okt. 2006         | —                | 24. Okt. 2006    |
| Tom Clancy’s Splinter Cell: Pandora Tomorrow                                               | Ubisoft                                            | Ubisoft                                                  | 26. März 2004         | 7. Apr. 2005     | 23. März 2004    |
| Tomb Raider: Legend                                                                        | Crystal Dynamics                                   | Eidos Interactive                                        | 7. Apr. 2006          | —                | 11. Apr. 2006    |
| Tony Hawk’s American Wasteland                                                             | Neversoft                                          | Activision                                               | 28. Okt. 2005         | —                | 18. Okt. 2005    |
| Tony Hawk’s Pro Skater 2x                                                                  | Neversoft                                          | Activision                                               | —                     | —                | 15. Nov. 2001    |
| Tony Hawk’s Pro Skater 3                                                                   | Neversoft                                          | Activision                                               | 14. März 2002         | —                | 4. März 2002     |
| Tony Hawk’s Pro Skater 4                                                                   | Neversoft                                          | Activision                                               | 15. Nov. 2002         | —                | 23. Okt. 2002    |
| Tony Hawk’s Project 8                                                                      | Shaba Games                                        | Activision                                               | 17. Nov. 2006         | —                | 7. Nov. 2006     |
| Tony Hawk’s Underground                                                                    | Neversoft                                          | Activision                                               | 12. Nov. 2003         | 20. Mai 2004     | 27. Okt. 2003    |
| Tony Hawk’s Underground 2                                                                  | Neversoft                                          | Activision                                               | 8. Okt. 2004          | —                | 4. Okt. 2004     |
| Top Gear RPM Tuning RPM Tuning (EUR)                                                       | Babylon Software                                   | MC2 France                                               | 3. Juni 2005          | —                | 16. Feb. 2005    |
| Top Spin Tennis                                                                            | PAM Development                                    | Microsoft Game Studios                                   | 7. Nov. 2003          | 15. Juli 2004    | 28. Okt. 2003    |
| Torino 2006                                                                                | 49 Games                                           | 2K Games                                                 | 27. Jan. 2006         | —                | 24. Jan. 2006    |
| Tork: Prehistoric Punk                                                                     | Tiwak                                              | Ubisoft                                                  | —                     | —                | 12. Jan. 2005    |
| Total Club Manager 2004                                                                    | EA Canada, Budcat Creations                        | EA Sports                                                | 5. Dez. 2003          | —                | —                |
| Total Club Manager 2005                                                                    | EA Canada, Budcat Creations                        | EA Sports                                                | 29. Okt. 2004         | —                | —                |
| Total Immersion Racing                                                                     | Razorworks                                         | Empire Interactive                                       | 1. Nov. 2002          | —                | 18. Nov. 2002    |
| Total Overdose: A Gunslinger’s Tale in Mexico                                              | Deadline Games                                     | Eidos Interactive                                        | 16. Sep. 2005         | —                | 27. Sep. 2005    |
| Totaled! Crash (PAL)                                                                       | Rage Software                                      | Majesco Entertainment                                    | 7. Juni 2002          | —                | 29. Juli 2002    |
| Touge R                                                                                    | Cave, Nextech                                      | Atlus                                                    | —                     | 12. Dez. 2002    | —                |
| Tour de France                                                                             | Konami                                             | Konami                                                   | 26. Juli 2002         | —                | —                |
| Toxic Grind                                                                                | Blue Shift                                         | THQ                                                      | 8. Nov. 2002          | —                | 21. Okt. 2002    |
| TransWorld Snowboarding                                                                    | Housemarque                                        | Infogrames                                               | 15. Nov. 2002         | —                | 29. Okt. 2002    |
| Transworld Surf                                                                            | Angel Studios                                      | Infogrames                                               | 14. März 2002         | —                | 15. Nov. 2001    |
| Triangle Again                                                                             | Kiki Co., Production I.G.                          | Kiki Co.                                                 | —                     | 27. Juni 2002    | —                |
| Triangle Again 2                                                                           | Kiki Co.                                           | Kiki Co.                                                 | —                     | 19. Dez. 2002    | —                |
| Trigger Man                                                                                | Point of View                                      | Crave Entertainment                                      | —                     | —                | 5. Okt. 2004     |
| Triple Play 2002                                                                           | Pandemic Studios                                   | EA Sports                                                | —                     | —                | 18. März 2002    |
| Trivial Pursuit Unhinged                                                                   | Artech Studios                                     | Atari                                                    | —                     | —                | 24. März 2004    |
| Tron 2.0 Killer App                                                                        | Climax Group                                       | Buena Vista Interactive                                  | 26. Nov. 2004         | —                | 4. Nov. 2004     |
| True Crime: New York City                                                                  | Luxoflux                                           | Activision                                               | 25. Nov. 2005         | —                | 15. Nov. 2005    |
| True Crime: Streets of LA                                                                  | Luxoflux                                           | Activision                                               | 7. Nov. 2005          | 28. Okt. 2004    | 3. Nov. 2003     |
| Turok: Evolution                                                                           | Acclaim Studios Austin                             | Acclaim Entertainment                                    | 6. Sep. 2002          | —                | 31. Aug. 2002    |
| Ty the Tasmanian Tiger                                                                     | Krome Studios                                      | EA Games                                                 | 22. Nov. 2002         | —                | 10. Sep. 2002    |
| Ty the Tasmanian Tiger 2: Bush Rescue                                                      | Krome Studios                                      | EA Games                                                 | 5. Nov. 2004          | —                | 12. Okt. 2004    |
| Ty the Tasmanian Tiger 3: Night of the Quinkan                                             | Krome Studios                                      | Activision Value                                         | 3. Feb. 2006          | —                | 11. Okt. 2005    |
| UEFA Champions League 2004–2005                                                            | EA Sports                                          | EA Sports                                                | 4. Feb. 2005          | —                | —                |
| UEFA Euro 2004                                                                             | EA Canada                                          | EA Sports                                                | 7. Mai 2004           | —                | 4. Mai 2004      |
| UFC: Tapout                                                                                | DreamFactory                                       | Crave Entertainment                                      | 20. Sep. 2002         | —                | 17. Feb. 2002    |
| UFC: Tapout 2                                                                              | DreamFactory                                       | TDK Mediactive                                           | —                     | 18. Apr. 2002    | 20. März 2003    |
| Ultimate Beach Soccer Pro Beach Soccer (PAL)                                               | PAM Development                                    | Wanadoo Edition DreamCatcher Interactive                 | 10. Nov. 2003         | —                | 10. Nov. 2003    |
| Ultimate Pro Pinball                                                                       | Atomic Planet Entertainment                        | Empire Interactive                                       | 15. Juli 2005         | —                | —                |
| Ultimate Spider-Man                                                                        | Treyarch                                           | Activision                                               | 14. Okt. 2005         | —                | 22. Nov. 2005    |
| Ultra Bust-a-Move Ultra Puzzle Bobble (JP)                                                 | Taito                                              | Majesco Entertainment                                    | 19. Mai 2006          | 27. Jan. 2005    | 4. Nov. 2004     |
| Umezawa Yukari no Igo Seminar                                                              | Success                                            | Success                                                  | —                     | 13. Juni 2002    | —                |
| Unreal Championship                                                                        | Digital Extremes                                   | Infogrames                                               | 29. Nov. 2002         | 22. Jan. 2004    | 12. Nov. 2002    |
| Unreal Championship 2: The Liandri Conflict                                                | Epic Games                                         | Midway Games                                             | 22. Apr. 2005         | —                | 18. Apr. 2005    |
| Unreal II: The Awakening                                                                   | Tantalus Interactive                               | Atari                                                    | 23. März 2004         | —                | 10. Feb. 2004    |
| Urban Chaos: Riot Response                                                                 | Rocksteady Studios                                 | Eidos Interactive                                        | 19. Mai 2006          | —                | 13. Juni 2006    |
| The Urbz: Sims in the City                                                                 | Maxis                                              | EA Games                                                 | 9. Nov. 2004          | —                | 9. Nov. 2004     |
| V-Rally 3                                                                                  | Eden Studios                                       | Infogrames                                               | 28. März 2003         | —                | 25. März 2003    |
| Van Helsing                                                                                | Saffire                                            | Vivendi Universal Games                                  | 7. Mai 2004           | —                | 27. Apr. 2004    |
| Vexx                                                                                       | Acclaim Studios Austin                             | Acclaim Entertainment                                    | 4. Apr. 2003          | —                | 10. Feb. 2003    |
| Vietcong: Purple Haze                                                                      | Coyote                                             | Gathering                                                | 18. Sep. 2004         | —                | 15. Sep. 2004    |
| Virtual Pool: Tournament Edition                                                           | Celeris                                            | Global Star Software                                     | 8. Juni 2005          | —                | 11. Mai 2005     |
| Volvo: Drive For Life                                                                      | Climax Group                                       | Microsoft Game Studios                                   | —                     | —                | 18. Aug. 2005    |
| Voodoo Vince                                                                               | Beep Industries                                    | Microsoft Game Studios                                   | 17. Okt. 2003         | 22. Juni 2004    | 23. Sep. 2003    |
| Wakeboarding Unleashed                                                                     | Shaba Games                                        | Activision                                               | 13. Juni 2003         | 25. Dez. 2003    | 10. Juni 2003    |
| Wallace & Gromit in Projekt Zoo                                                            | Frontier Developments                              | BAM! Entertainment                                       | 3. Okt. 2003          | —                | 14. Okt. 2003    |
| Wallace & Gromit: The Curse of the Were-Rabbit                                             | Frontier Developments                              | Konami                                                   | 14. Okt. 2005         | —                | 29. Sep. 2005    |
| Warpath                                                                                    | Digital Extremes                                   | Groove Games                                             | —                     | —                | 24. Juli 2006    |
| The Warriors                                                                               | Rockstar Toronto                                   | Rockstar Games                                           | 24. Okt. 2005         | —                | 17. Okt. 2005    |
| Whacked!                                                                                   | Presto Studios                                     | Microsoft Game Studios                                   | 29. Nov. 2002         | 16. Jan. 2003    | 8. Okt. 2002     |
| Whiplash                                                                                   | Crystal Dynamics                                   | Eidos Interactive                                        | 11. Feb. 2004         | —                | 18. Nov. 2003    |
| Whiteout                                                                                   | Konami                                             | Konami                                                   | —                     | —                | 12. Nov. 2002    |
| The Wild Rings                                                                             | Microsoft Game Studios                             | Microsoft Game Studios                                   | —                     | 10. Apr. 2003    | —                |
| WinBack 2: Project Poseidon                                                                | Cavia Inc.                                         | Koei                                                     | 15. Juni 2006         | —                | 25. Apr. 2006    |
| Wings of War                                                                               | Silver Wish Games                                  | Gathering                                                | 31. Juli 2004         | —                | 31. Aug. 2004    |
| Without Warning                                                                            | CiRCLE                                             | Capcom                                                   | 28. Okt. 2005         | —                | 1. Nov. 2005     |
| World Championship Poker                                                                   | Crave Entertainment                                | Crave Entertainment                                      | —                     | —                | 30. Nov. 2004    |
| World Championship Poker 2: Featuring Howard Lederer                                       | Crave Entertainment                                | Crave Entertainment                                      | 28. Apr. 2006         | —                | 3. Nov. 2005     |
| World Championship Pool 2004                                                               | Blade Interactive                                  | Jaleco Entertainment                                     | 25. Juni 2004         | —                | 9. Dez. 2003     |
| World Championship Rugby                                                                   | Swordfish Studios                                  | Acclaim Entertainment                                    | 8. Apr. 2004          | —                | —                |
| World Championship Snooker 2003                                                            | Blade Interactive                                  | Codemasters                                              | 27. Juni 2003         | —                | —                |
| World Championship Snooker 2004                                                            | Blade Interactive                                  | Codemasters                                              | 25. Juni 2004         | —                | —                |
| World Poker Tour                                                                           | Coresoft                                           | 2K Sports                                                | 10. März 2006         | —                | 18. Okt. 2005    |
| World Racing                                                                               | Synetic                                            | TDK Mediactive                                           | 28. Feb. 2003         | —                | 20. März 2003    |
| World Racing 2                                                                             | Synetic                                            | Evolved Games                                            | 25. Nov. 2005         | —                | 16. Aug. 2006    |
| World Series Baseball                                                                      | Blueshift                                          | Sega                                                     | —                     | —                | 19. Mai 2002     |
| World Series Baseball 2K3                                                                  | Blueshift                                          | Sega                                                     | —                     | —                | 11. März 2003    |
| World Series of Poker                                                                      | Activision Value                                   | Activision Value                                         | 24. Feb. 2006         | —                | 31. Aug. 2005    |
| World Snooker Championship 2005                                                            | Blade Interactive                                  | Sega                                                     | 15. Apr. 2005         | —                | —                |
| World Soccer Winning Eleven 8 International Pro Evolution Soccer 4 (PAL)                   | KCET                                               | Konami                                                   | 26. Nov. 2004         | —                | 2. Feb. 2005     |
| World Soccer Winning Eleven 9 Pro Evolution Soccer 5 (PAL)                                 | KCET                                               | Konami                                                   | 2. Okt. 2006          | —                | 7. Feb. 2006     |
| World War II Combat: Iwo Jima                                                              | Direct Action                                      | Groove Games                                             | —                     | —                | 21. Juli 2006    |
| World War II Combat: Road to Berlin                                                        | Direct Action                                      | Groove Games                                             | —                     | —                | 24. Jan. 2006    |
| Worms 3D                                                                                   | Team17                                             | Sega                                                     | 31. Okt. 2003         | —                | 1. März 2005     |
| Worms 4: Mayhem                                                                            | Team17                                             | Codemasters & Majesco Entertainment                      | 29. Sep. 2005         | —                | 4. Okt. 2005     |
| Worms Forts: Under Siege                                                                   | Team17                                             | Sega                                                     | 24. Nov. 2004         | —                | 15. März 2005    |
| Wrath Unleashed                                                                            | The Collective                                     | LucasArts                                                | 5. März 2004          | —                | 10. Feb. 2004    |
| Wreckless: The Yakuza Missions Double-STEAL (JP)                                           | Bunkasha Publishing                                | Activision                                               | 14. März 2002         | 22. Feb. 2002    | 4. Feb. 2002     |
| WTA Tour Tennis Pro Tennis WTA Tour (PAL)                                                  | Konami                                             | Konami                                                   | 13. Sep. 2002         | 29. Aug. 2002    | 24. Sep. 2002    |
| WWE Raw 2                                                                                  | Anchor                                             | THQ                                                      | 10. Okt. 2003         | —                | 15. Sep. 2003    |
| WWE WrestleMania 21                                                                        | Studio Gigante                                     | THQ                                                      | 27. Mai 2005          | —                | 20. Apr. 2005    |
| WWF RAW                                                                                    | Anchor                                             | THQ                                                      | 27. Sep. 2002         | 3. Okt. 2002     | 11. Feb. 2002    |
| Xbox Video Chat                                                                            | Microsoft                                          | Microsoft                                                |                       | 2004             |                  |
| X-Men Legends                                                                              | Raven Software                                     | Activision                                               | 22. Okt. 2004         | 27. Jan. 2005    | 21. Sep. 2004    |
| X-Men Legends II: Rise of Apocalypse                                                       | Raven Software                                     | Activision                                               | 25. Nov. 2005         | —                | 20. Sep. 2005    |
| X-Men: Next Dimension                                                                      | Paradox Development                                | Activision                                               | 22. Nov. 2002         | —                | 15. Okt. 2002    |
| X-Men: The Official Game                                                                   | Z-Axis                                             | Activision                                               | 19. Mai 2006          | —                | 16. Mai 2006     |
| X2: Wolverine’s Revenge                                                                    | GenePool Software                                  | Activision                                               | 17. Apr. 2003         | 22. Juli 2004    | 15. Apr. 2003    |
| XGRA: Extreme-G Racing Association                                                         | Acclaim Studios Cheltenham                         | Acclaim Entertainment                                    | 3. Okt. 2003          | —                | 17. Sep. 2003    |
| Xiaolin Showdown                                                                           | BottleRocket                                       | Konami                                                   | 29. Juni 2007         | —                | 14. Nov. 2006    |
| XIII                                                                                       | Ubisoft Paris                                      | Ubisoft                                                  | 28. Nov. 2003         | 5. Aug. 2004     | 24. Nov. 2003    |
| Xyanide                                                                                    | Playlogic                                          | Playlogic                                                | —                     | —                | 15. Aug. 2006    |
| Yager                                                                                      | Yager Development                                  | Kemco                                                    | 23. Mai 2003          | —                | 5. Okt. 2004     |
| Yetisports Arctic Adventures                                                               | Pirate Games                                       | JoWooD Productions                                       | 18. Juli 2005         | —                | —                |
| Yonenaga Kunio no Shougi Seminar                                                           | Success                                            | Success                                                  | —                     | 13. Juni 2002    | —                |
| Yourself!Fitness                                                                           | Respondesign                                       | Respondesign                                             | —                     | —                | 27. Sep. 2004    |
| Yu-Gi-Oh! The Dawn of Destiny                                                              | KCEJ                                               | Konami                                                   | 12. Nov. 2004         | —                | 24. März 2004    |
| Zapper: One Wicked Cricket                                                                 | Blitz Games                                        | Infogrames                                               | 14. März 2003         | —                | 3. Nov. 2002     |
| Zathura                                                                                    | High Voltage Software                              | 2K Games                                                 | 27. Jan. 2006         | —                | 25. Okt. 2005    |
| ZillerNet                                                                                  | Studio9, Taijin Media                              | Microsoft Game Studios                                   | —                     | 10. Juli 2005    | —                |